# Kalifornien
Kalifornien (englisch Californiaⓘ [kælɪˈfɔɹnjə] und spanisch California [kaliˈfoɾnja]) ist ein Bundesstaat im Westen der Vereinigten Staaten von Amerika, der die gesamte südwestliche Küstenregion des Landes ausmacht. Er grenzt im Westen an den Pazifik, im Norden an Oregon, im Osten an Nevada und Arizona und hat im Süden eine gemeinsame Grenze mit dem mexikanischen Bundesstaat Baja California (Niederkalifornien). Mit über 39 Millionen Einwohnern auf einer Fläche von 423.970 Quadratkilometern (163.696 sq mi) ist er der bevölkerungsreichste US-Bundesstaat, der drittgrößte nach Fläche und die bevölkerungsreichste subnationale Einheit in ganz Nordamerika.
Vor der europäischen Kolonisierung war Kalifornien eines der kulturell und sprachlich vielfältigsten Gebiete des präkolumbianischen Nordamerikas. Die europäische Erforschung im 16. und 17. Jahrhundert führte zur Kolonisierung durch das Spanische Reich. Nach dem erfolgreichen Unabhängigkeitskrieg wurde das Gebiet 1821 Teil Mexikos, das es jedoch 1848 nach dem Mexikanisch-Amerikanischen Krieg an die Vereinigten Staaten abtrat. Der 1848 einsetzende Goldrausch in Kalifornien führte zu sozialen sowie demografischen Veränderungen, einschließlich der Entvölkerung der indigenen Stämme, und verschaffte dem Staat den Beinamen Golden State. Der westliche Teil von Alta California wurde dann organisiert und 1850 als 31. Staat zugelassen, während aus den östlichen Gebieten die Staaten Nevada, Arizona und Teile Utahs hervorgingen.
Der Großraum Los Angeles und die Bucht von San Francisco sind mit 19 Millionen bzw. 10 Millionen Einwohnern die zweit- bzw. fünftbevölkerungsreichsten Ballungsräume der USA; Los Angeles ist die bevölkerungsreichste Stadt des Bundesstaates und die zweitbevölkerungsreichste der USA hinter New York City; die Hauptstadt Kaliforniens ist Sacramento. Die vielfältige Geografie des Bundesstaates reicht von der Pazifikküste und den Ballungsgebieten im Westen bis zu den Bergen der Sierra Nevada im Osten und von den Redwood- und Douglasienwäldern im Nordwesten bis zur Mojave-Wüste im Südosten. Zwei Drittel der nationalen Erdbebenrisikogebiete liegen in Kalifornien. Das Central Valley, ein fruchtbares landwirtschaftliches Gebiet, dominiert das Zentrum des Staates. Die Größe Kaliforniens hat zur Folge, dass das Klima von feuchtem, gemäßigtem Regenwald im Norden bis hin zu trockener Wüste im Landesinneren und schneebedeckten Bergregionen variiert. Dürren und Waldbrände sind ein ständiges Problem, während gleichzeitig atmosphärische Flüsse immer häufiger auftreten und zu starken Überschwemmungen führen – vor allem im Winter.
Kalifornien ist die größte Volkswirtschaft des Landes mit einem Bruttosozialprodukt von 4,132 Billionen Dollar (Stand: 3. Quartal 2024). Kalifornien hat außerdem die größte Wirtschaftskraft unter allen subnationalen Einheiten weltweit und würde als unabhängiger Staat nach den meisten Schätzungen gemessen am nominalen BIP weltweit den vierten Platz einnehmen. Kalifornien ist vor allem für seine Hightechbranche bekannt, aber auch führend in der landwirtschaftlichen Produktion, angeführt von der Produktion von Milchprodukten, Mandeln und Trauben. Mit dem verkehrsreichsten Hafen des Landes in Los Angeles spielt Kalifornien eine zentrale Rolle in der globalen Versorgungskette und wickelt etwa 40 % der in die USA eingeführten Waren ab. Bemerkenswerte Beiträge zur Populärkultur, von Unterhaltung, Sport, Musik und Mode, haben ihren Ursprung in Kalifornien. Der Staat ist die Heimat von Hollywood, der ältesten und einer der größten Filmindustrien der Welt, die das globale Unterhaltungsangebot maßgeblich beeinflusst. Die Bucht von San Francisco und der Großraum Los Angeles gelten als Zentren der globalen Technologie- bzw. der US-Filmindustrie.

## Name
Die Herkunft des Namens California ist umstritten. Einer bekannten Hypothese nach existierte der Name bereits vor der Entdeckung in der europäischen Literatur. 1510 veröffentlichte der Spanier Garci Rodríguez de Montalvo einen Roman, in dem eine Insel voller Gold namens Kalifornien vorkommt, bewohnt von wunderschönen Amazonen, die von der Königin Califia beherrscht werden. Als Hernán Cortés’ Soldaten 1535 nach Baja California kamen, glaubten sie, es sei eine Insel, und benannten sie nach Montalvos Buch.
Bei den Namen von US-Bundesstaaten hat sich Kalifornien als einzige Eindeutschung bis heute im deutschen Sprachgebrauch erhalten. Andere eingedeutschte Bezeichnungen wie Neuyork, Südkarolinien, Virginien oder Pennsylvanien sind heute unüblich, wurden aber bis in die 1960er Jahre verwendet.
Kalifornien selbst ist Namensgeber für das chemische Element Californium, das dort 1950 entdeckt wurde.
Der Staat trägt seit 1968 offiziell den Beinamen Golden State, der sich vom kalifornischen Goldrausch zwischen 1848 und 1854 ableitet.

## Geographie

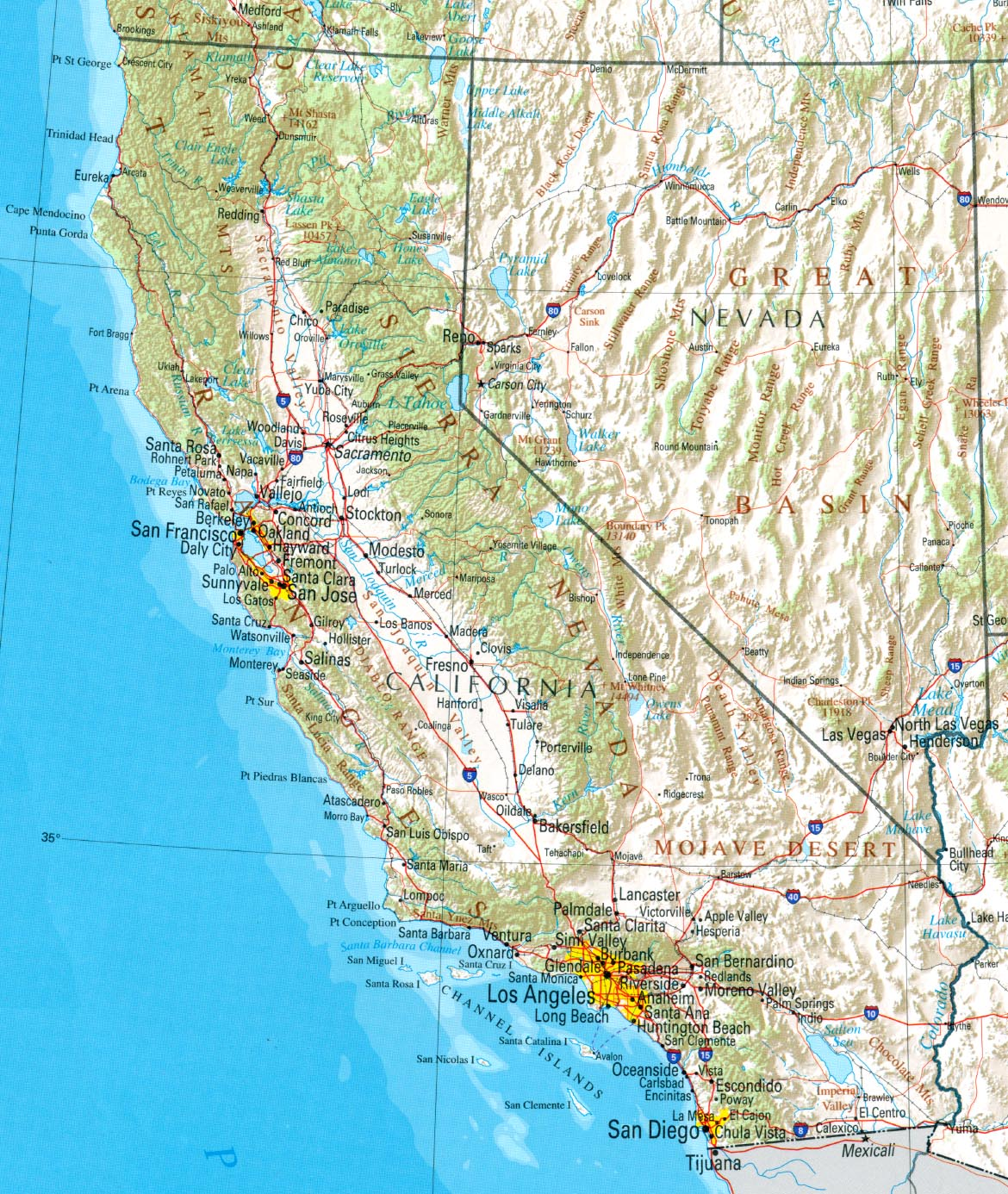
Geographische Karte Kaliforniens

Kalifornien liegt an der Nahtstelle zweier tektonischer Platten, der sogenannten San-Andreas-Verwerfung, weshalb es in der gesamten Region häufig zu Erdbeben kommt.
Mit seiner Fläche von 423.970 Quadratkilometer ist Kalifornien nach Alaska und Texas der drittgrößte Bundesstaat der USA. Als eigenständiger Staat läge es weltweit an 59. Stelle der flächenmäßig größten Staaten, zwischen dem Irak und Paraguay. Der Staat erstreckt sich auf einer Länge von über 1231 Kilometern zwischen 32° 30' N und 42° N sowie auf einer Breite von 400 Kilometern zwischen 114° 8' W und 124° 24' W.
Mit dem Mount Whitney (4419 m) liegt der höchste Berg der USA außerhalb Alaskas in Kalifornien. In etwa 100 Kilometer Entfernung befindet sich das Wüstengebiet Death Valley („Tal des Todes“) mit dem niedrigsten Punkt der USA, Badwater, 85,5 m unter dem Meeresspiegel. Das Tal hat seinen Namen in der Zeit der ersten Siedler an der Westküste bekommen, die nicht selten die Qualen von Hitze und Durst erleben mussten, wenn sie das Gebiet durchquerten. Darüber hinaus gibt es in Kalifornien zahlreiche Naturparks und Strände unterschiedlichster Beschaffenheit. Zu den bekanntesten Parks zählt der Yosemite-Nationalpark.

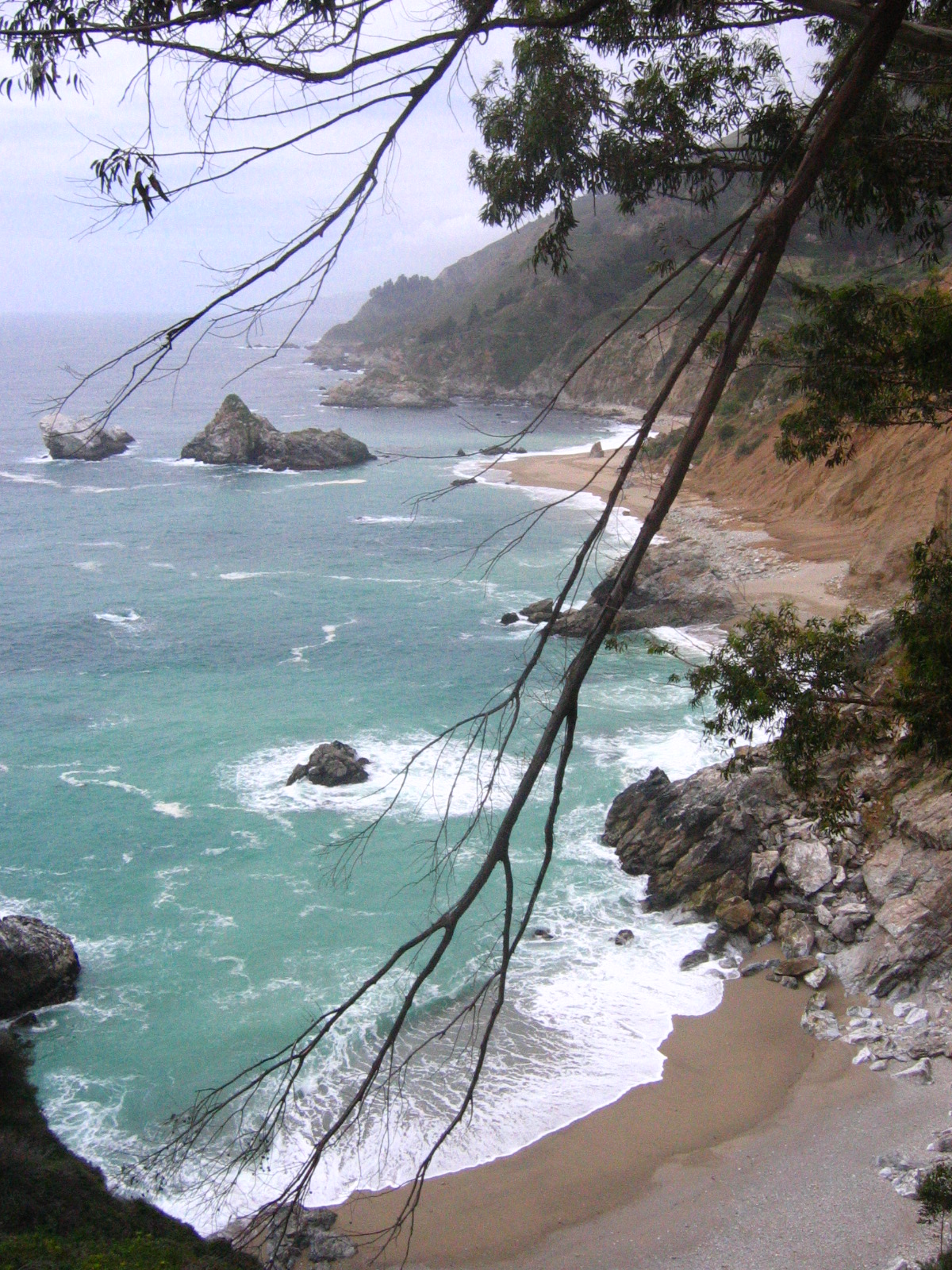
Pazifikküste bei Big Sur

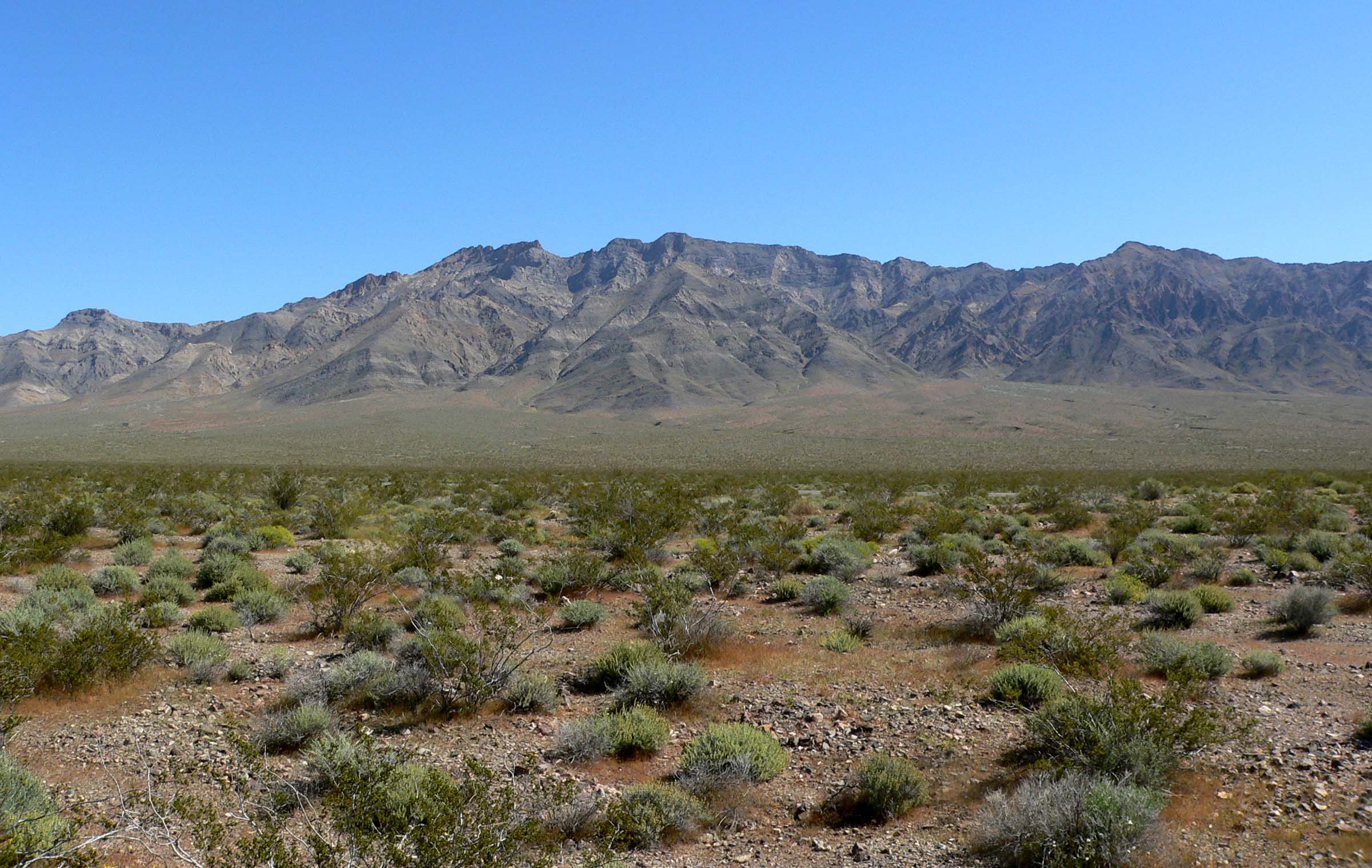
Mojave-Wüste

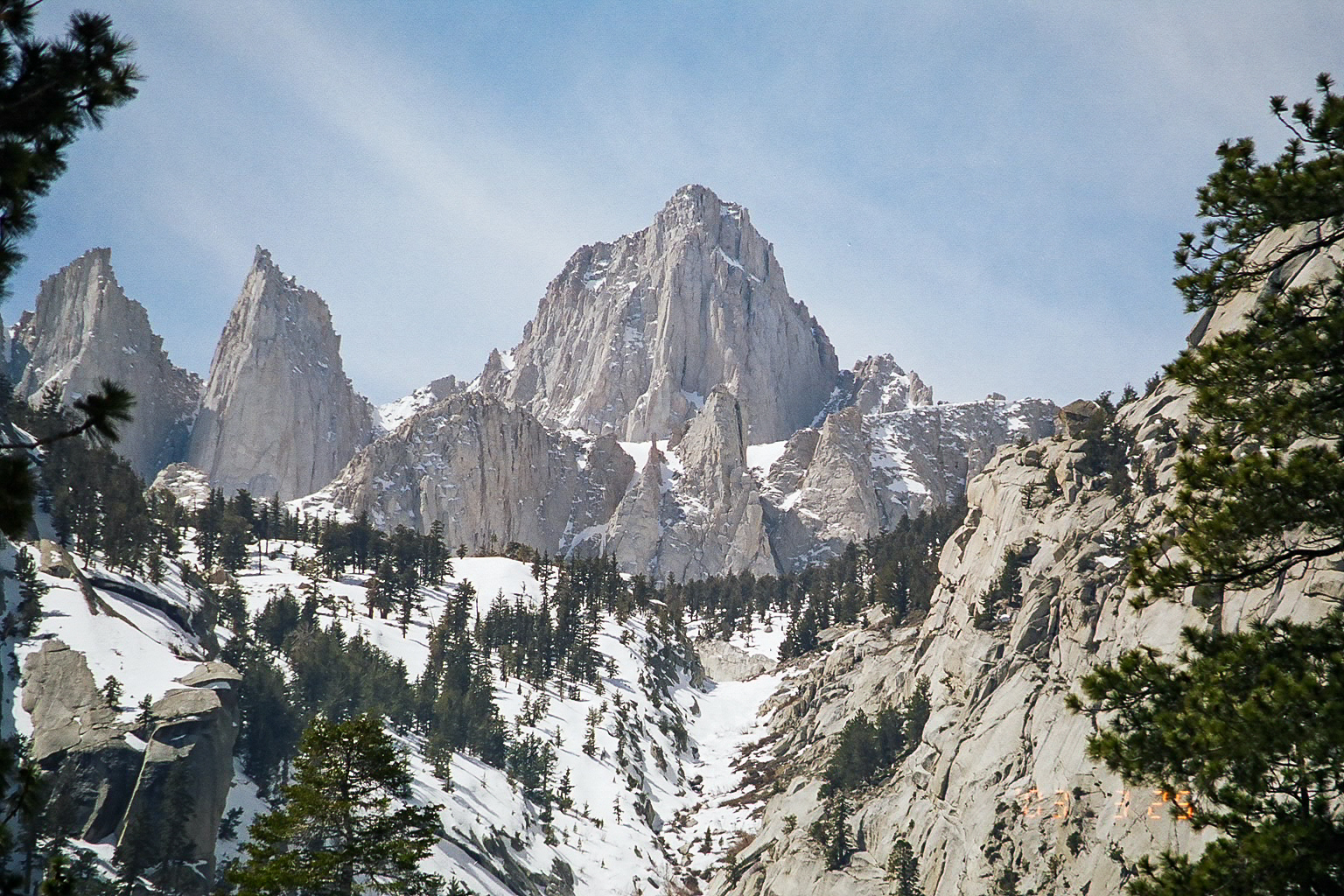
Mount Whitney

### Grenzen
Während Kalifornien im Westen auf rund 1350 Kilometern Küstenlinie vom Pazifischen Ozean begrenzt wird, hat es auf der Kontinentalseite Grenzen mit den US-Bundesstaaten Oregon im Norden, Nevada im Osten und Arizona im Südosten sowie dem mexikanischen Bundesstaat Baja California im Süden.

### Geographische Regionen
Die Geographie Kaliforniens ist im Verhältnis zur Größe des Staates extrem vielfältig. Es gibt alpine Berge, Nebelküsten, heiße Wüsten und das fruchtbare Längstal. In Kalifornien gibt es die höchsten Küstenmammutbäume, die dicksten Riesenmammutbäume und die ältesten Grannen-Kiefern der Welt.
Der Staat wird oft in Nord- und Südkalifornien eingeteilt. Das U. S. Geological Survey definiert den geographischen Mittelpunkt Kaliforniens in North Fork im Madera County.
Erdwissenschaftler teilen den Staat in elf verschiedene geomorphologische Gebiete mit klar definierten Grenzen. Dies sind von Norden nach Süden: die Klamath Mountains, die Kaskadenkette (Cascade Range), das Modoc Plateau, das Basin and Range (Großes Becken), die kalifornischen Küstengebirge, das Längstal (Central Valley), die Sierra Nevada, die Transverse Ranges, die Mojave-Wüste, die Peninsular Ranges und die Colorado-Wüste.

#### Klamath Mountains
Die Klamath Mountains sind ein Gebirge im Nordwesten Kaliforniens und im Südwesten Oregons. Der höchste Gipfel ist Thompson Peak (2744 m) im Trinity County. Die Berge haben eine sehr verschiedene Geologie mit wesentlichen Bereichen aus Serpentinit- und Marmorgesteinen. Im Sommer gibt es begrenzten Niederschlag. Aufgrund der Geologie haben sie eine einzigartige Flora, darunter mehrere endemische Pflanzen wie Lawsons Scheinzypresse, Fuchsschwanz-Kiefer, die Siskiyou-Fichte und Kalmiopsis.

#### Kaskadenkette
Die Kaskadenkette (Cascade Range) ist eine Gebirgsregion, die sich vom kanadischen British Columbia bis ins nördliche Kalifornien erstreckt. Die Kaskaden sind Teil des Pazifischen Feuerrings, eines Rings von Vulkanen rund um den Pazifischen Ozean. Alle bekannten Vulkanausbrüche in den Vereinigten Staaten kamen aus der Kaskadenregion. Der letzte Vulkan in Kalifornien, der ausbrach, war Lassen Peak (1921). Lassen ist der südlichste Vulkan der Kaskadenkette.
Diese Region liegt im Nordosten Kaliforniens an der Grenze zu Oregon und Nevada nördlich der Sierra Nevada und des Längstals. Mittelpunkt des Gebietes ist der Mount Shasta in der Nähe der Trinity Alps. Mount Shasta ist ein ruhender Vulkan, aber es gibt Hinweise darauf, dass er oder Shastina, ein kleiner benachbarter Berg, im 18. Jahrhundert ausgebrochen ist.

#### Modoc-Plateau
Im Nordosten Kaliforniens liegt das Modoc Plateau, das sich auch in Teile Oregons und Nevadas erstreckt.

#### Großes Becken/Basin and Range
Das Große Becken (englisch Great Basin) ist eine abflusslose, aride Großlandschaft östlich der Sierra Nevada. Es liegt großteils im Nachbarstaat Nevada. Als Basin and Range (englisch für Becken und Gebirge) bezeichnet man eine große geologische Region, in der eine ähnliche Vegetation wie im Großen Becken vorherrscht. Zu diesem gehören auch die Mojave- und die Sonora-Wüste in Mexiko.
Im großen Becken liegen viele größere und kleinere Gebirgsketten und Täler, mit dem Mono Lake der älteste See Nordamerikas, mit dem Owens Valley das tiefste Tal des Kontinents (mehr als 3000 Meter tief, gemessen von der Spitze des Mount Whitney).
Im Großen Becken gibt es eine Reihe ausgetrockneter Seen, die in der letzten Eiszeit mit Wasser gefüllt waren. Viele dieser Seen haben in der Wüstenlandschaft verschiedene Salze hinterlassen, vor allem Borax, für das der Owens Lake und das Tal des Todes bekannt sind.
Im Gebiet der White Mountains (Weiße Berge) wachsen mit den Langlebigen Kiefern die ältesten Bäume der Welt.

#### Küstengebirge
Die kalifornischen Küstengebirge grenzen das Kalifornische Längstal von der Pazifikküste ab und umfassen etwa 109.000 km². Sie schließen auch die Diablo Range östlich von San Francisco und die Santa Cruz Mountains südlich der Stadt ein. Die Küste nördlich von San Francisco ist fast immer neblig und regnerisch. Das Küstengebirge ist bekannt für seine Küstenmammutbäume, die höchsten Bäume auf der Erde.

#### Kalifornisches Längstal
Das Kalifornische Längstal (englisch Central Valley) ist ein großes, fruchtbares Tal zwischen der Sierra Nevada und dem Küstengebirge. Das zwischen 35° und 40° 40' nördlicher Breite gelegene Tal hat eine Fläche von 77.700 km², was etwas größer als Bayern ist. Den nördlichen Teil des Längstals bildet das Sacramento Valley, benannt nach dem gleichnamigen Fluss. Der südliche Teil wird San Joaquin Valley genannt, ebenfalls nach dem gleichnamigen Fluss benannt. Neben diesen beiden Flüssen durchfließt der Kings River als größerer Fluss das Tal, das durch die Bucht von San Francisco entwässert wird. Die Flüsse sind ausreichend groß und tief, sodass es mehrere Binnenhäfen gibt. In Stockton gibt es einen Seehafen.

#### Sierra Nevada
Im Osten Kaliforniens liegt die Sierra Nevada (span. für verschneites Gebirge). Die Gebirgskette erstreckt sich auf einer Länge von 600 Kilometern von Nord nach Süd. Der höchste Gipfel im Kernland der Vereinigten Staaten (ohne Alaska und Hawaii) ist der Mount Whitney (4421 m) in der Nähe des Ortes Lone Pine. Die Topographie der Sierra ist geprägt durch Hebung und Gletscher.
Die Sierra hat 200 bis 250 Sonnentage im Jahr mit warmen Sommern und kalten Wintern, also typisches Kontinentalklima. Das bekannte Yosemite Valley liegt in der zentralen Sierra Nevada. Der große und tiefe Süßwassersee Lake Tahoe liegt nördlich des Yosemite-Nationalparks. In der Gebirgskette wachsen die Riesenmammutbäume.
Durch diese Schönheit inspiriert wurden der Sierra Club, eine Naturschutzorganisation, und der American Alpine Club gegründet. Letzterer setzt sich für die Aufrechterhaltung von Wanderwegen, Hütten und organisierten Ausflügen ein. Der bekannteste Wanderweg der Sierra ist der John Muir Trail, der vom Mount Whitney ins Yosemite Valley führt und Teil des Pacific Crest Trail ist, der von Mexiko nach Kanada verläuft.
Die drei größten Nationalparks in dieser Region sind der Yosemite-Nationalpark, der Kings-Canyon- und der Sequoia-Nationalpark.

#### Transverse Ranges
Die Transverse Ranges (auch Los Angeles Ranges) sind eine Gebirgskette, die sich in ostwestlicher Richtung erstreckt, und nicht, wie die meisten kalifornischen Gebirge, von Nord nach Süd. Die Tehachapi Mountains sind Teil der Transverse Ranges.

#### Mojave-Wüste
Die Mojave-Wüste ist eine Wüste im Südosten Kaliforniens. Sie ist etwa 35.000 km² groß und erstreckt sich auch auf den Territorien von Nevada, Utah und Arizona. Die Mojave-Wüste wird durch die Tehachapi Mountains und die Hochebenen von San Bernardino begrenzt. Westlich ist die Wüste klar abgegrenzt durch die San-Andreas-Verwerfung und die Garlock-Störungszone.

#### Peninsular Ranges
Das südlichste Gebirge in Kalifornien sind die Peninsular Ranges (Halbinselgebirge), die sich östlich von San Diego und auf der mexikanischen Halbinsel Niederkalifornien erstrecken. Zu den Peninsular Ranges gehört die Sierra San Pedro Mártir in Mexiko. Die Peninsular Ranges enthalten die Laguna Mountains, die San Jacinto Mountains, die Santa Ana Mountains und die Palomar Mountain Range, die vor allem für die Sternwarte Palomar-Observatorium bekannt ist.

#### Colorado-Wüste
Die Colorado-Wüste (englisch Colorado desert) ist etwa 39.000 km² groß und liegt im Süden Kaliforniens und in Mexiko. Ein Merkmal der Wüste ist der Saltonsee. Er entstand erst 1905, als ein Damm des Colorado River brach und die Wassermassen in das trockene Gebiet stießen. Heute ist der Saltonsee der größte See in Kalifornien, nahe an der Grenze zu Mexiko. Die Wüste bildet den Rest einer früheren Meeresbucht, die heute bis zu 100 Meter unter dem Meeresspiegel liegt.

### Klima

Klima in Los Angeles

Das Klima in Kalifornien kann in drei Zonen eingeteilt werden:
- An der Küste sind die Temperaturen durch den Einfluss des recht kühlen Pazifiks niedriger als im Innern des Landes. Im Norden gibt es oft regnerische Winter. Hinzu kommt im Sommer oft Nebel, der entsprechend für kühlere Temperaturen sorgt.
- In Gebirgen wie der Sierra Nevada wird es im Sommer oft recht heiß, aufgrund der Höhenlage sinken die Temperaturen nach Sonnenuntergang jedoch schnell ab. Im Winter muss mit sehr großen Schneemengen gerechnet werden.
- In der Wüste ist es das ganze Jahr tagsüber meist sonnig und warm, nachts kühlt es allerdings sehr stark ab.

Kalifornien ist auch bekannt als der „Fruchtgarten Amerikas“, dessen Klima ideal für den Anbau von Weintrauben, Orangen, Zitronen und Avocados ist.

## Demographie

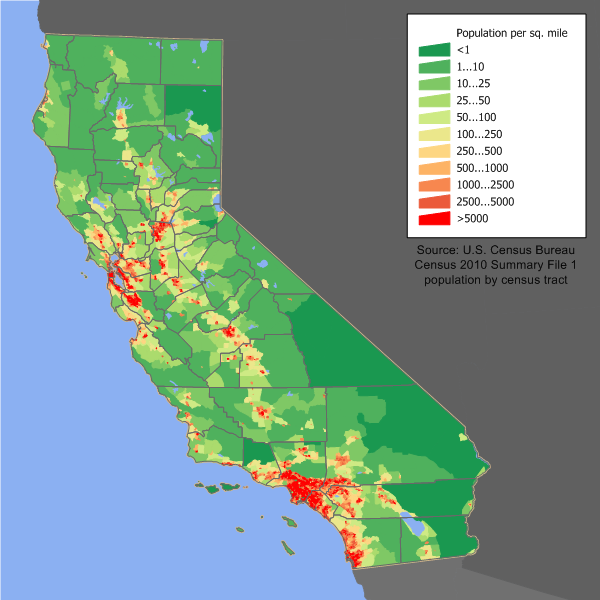
Bevölkerungsdichte, Angaben in Quadratmeilen (1 mi²= 2,6 km²)

Die Einwohnerzahl Kaliforniens steigt stark an. Seit 1962 ist es der bevölkerungsreichste US-Bundesstaat, heute hat es schon doppelt so viele Einwohner wie New York, der bis dahin der bevölkerungsreichste war. Kalifornien ist neben Texas, New Mexico und Hawaii einer von vier sogenannten Majority-Minority-States, also Bundesstaaten, in denen die nicht-spanischsprachigen Weißen weniger als 50 % der Bevölkerung ausmachen. In Kalifornien werden mehr als 200 Sprachen gesprochen, nach Englisch ist Spanisch die am meisten gesprochene Sprache. Spanisch wird vor allem in Südkalifornien häufig verwendet, da in dieser Region hispanische Einwanderer bedingt durch die Grenze zu Mexiko besonders stark vertreten sind.
Demographische Prognosen gehen davon aus, dass Kalifornien 2020 eine hispanische Bevölkerungsmehrheit hat, was sowohl an der höheren Geburten- als auch an der höheren Einwandererrate liegt.
Kalifornien ist der zweitbevölkerungsreichste (Glied-)Staat in der westlichen Hemisphäre, übertroffen nur noch vom Bundesstaat São Paulo. Wäre Kalifornien ein eigenes Land, wäre es weltweit bevölkerungsmäßig der 34-bevölkerungsreichste Staat, noch vor Kanada und Australien, die flächenmäßig deutlich größer sind.

### Bevölkerung
Zur Volkszählung Volkszählung 2020 betrug Kaliforniens Einwohnerzahl 39.538.223, was ein Wachstum von 6,1 % seit der Zählung von 2010 bedeutet. Somit lebt jeder achte Amerikaner in Kalifornien. Zwischen den Jahren 2000 und 2010 wuchs die Bevölkerungszahl um 3.382.308, was einer Steigerung von 10 % entspricht.
In Kalifornien liegen acht der 50 größten Städte im Land. Los Angeles ist die zweitgrößte Stadt in den Vereinigten Staaten mit 3.792.621 Einwohnern (Census 2010), es folgen San Diego (8.), San José (10.), San Francisco (14.), Fresno (35.), Long Beach (36.), Sacramento (37.) und Oakland (45.).
Auch eines der Nordamerikanischen Kulturareale zur Gliederung der indianischen Bevölkerung nach (zumeist historischen) Kulturmerkmalen heißt „Kalifornien“. Obwohl die kalifornischen Indianer nur über sehr kleine Reservationen verfügen, sind viele von ihnen bestrebt, ihre Traditionen zu wahren.

### Altersstruktur
Die Altersstruktur von Kalifornien setzt sich folgendermaßen zusammen:
- bis 18 Jahre: 9.531.046 (26,1 %)
- 18 bis 64 Jahre: 22.998.673 (63,1 %)
- ab 65 Jahre: 3.927.830 (10,8 %)

Das Medianalter beträgt 34,4 Jahre.

### Herkünfte
Kalifornien hat 37.253.956 Einwohner (Stand: U.S. Census 2010), davon sind 61,6 % Weiße, 14,9 % Asiaten, 7,2 % Schwarze und Afroamerikaner, 1,9 % Indianer, 0,8 % Hawaiianer (Mehrfachnennungen waren zugelassen). Unabhängig von der „Rasse“ identifizieren sich 37,6 % als Hispanics. Es gibt 12.577.498 Haushalte.
Kalifornien hat die größte Zahl der weißen Amerikaner in den Vereinigten Staaten, nämlich 22.953.374. Der Staat hat in absoluten Zahlen die fünftgrößte afroamerikanische Bevölkerung (2.683.914). Etwa 5,56 Millionen Bürger asiatischer Abstammung leben in Kalifornien, das ist etwa ein Drittel der gesamten asiatischen Bevölkerung der Vereinigten Staaten. Auch die Ureinwohner Amerikas sind mit 723.225 Menschen stärker vertreten als in jedem anderen Bundesstaat.
Nach Schätzungen von 2006 gehören 57 % der Bevölkerung Minderheiten an. Der Anteil der nicht-hispanischen, weißen Bevölkerung sank von 80 % (1970) auf nunmehr 43 %. Nur New Mexico und Texas haben prozentual einen höheren Anteil an Hispanics, aber Kalifornien hat in absoluten Zahlen die meisten. Hawaii ist der einzige Staat, in dem prozentual mehr Aso-Amerikaner leben als in Kalifornien. Speziell bei den japanisch- und chinesischstämmigen Amerikanern hat New York Kalifornien gerade als größten Staat abgelöst.
25 % der Bevölkerung sind mexikanischer Abstammung. Mexiko ist das größte Herkunftsland der Kalifornier. Sie stellen die größte Gruppe innerhalb der Bevölkerung mit hispanischer/lateinamerikanischer Abstammung, die insgesamt 32,4 % der Gesamtbevölkerung ausmacht.
Knapp 10,0 % der Einwohner sind deutscher Abstammung und stellen damit die größte Gruppe innerhalb der weißen Bevölkerung, die im Census 2000 59,5 % der Gesamtbevölkerung ausmachten. Es folgen die Gruppen der Irisch- (7,8 %), Englisch- (7,1 %) und Italienischstämmigen (4,3 %).
Mexikano-Amerikaner leben vor allem in Südkalifornien. Los Angeles ist die größte mexikanische Gemeinde der USA seit 1900. Auch das Imperial Valley an der Grenze zu Mexiko hat einen hohen Anteil (70 bis 75 %) von Latinos. Riverside County hat vor allem im Osten einen hohen hispanischen Bevölkerungsanteil. Auch im Längstal und in der San Francisco Bay Area leben viele Hispanics.
Die meisten Hispanics sind mexikanischen Hintergrunds, allerdings stammen auch viele aus Mittelamerika, der Karibik (Kuba oder Puerto Rico) oder Südamerika. In Los Angeles County machen Hispanics 40 % der Bevölkerung aus.
Etwa 2020 werden die Hispanics die Bevölkerungsmehrheit in Kalifornien stellen. Einige Demographen gehen davon aus, dass Kalifornien mit dem gesamten Südwesten der Vereinigten Staaten zu lateinamerikanisch geprägtem, mehrheitlich spanischsprachigem Gebiet wird. Andere Demographen gehen jedoch davon aus, dass sich die Hispanics in den USA wie die anderen Einwanderergruppen integrieren und spätestens nach der dritten Generation englischsprachig und assimiliert sein werden.

### Einwohnerentwicklung
Kalifornien ist seit 1962 der bevölkerungsreichste Bundesstaat der Vereinigten Staaten, womit es New York ablöste. Seither hat sich die Bevölkerung noch einmal mehr als verdoppelt, was neben der wirtschaftlichen Dynamik wesentlich auf die Änderung der Gesetze für die Einwanderung in die Vereinigten Staaten zurückzuführen ist.

### Sprachen
Nach dem United States Census 2000 sprechen 60,5 % der Kalifornier Englisch und 25,8 % Spanisch als Muttersprache. Auf dem dritten Platz liegt das Hochchinesische mit 2,6 % der Sprecher, gefolgt von Tagalog (2,0 %) und Vietnamesisch (1,3 %). Insgesamt werden in Kalifornien mehr als 200 Sprachen gesprochen.
Mehr als 100 Indianersprachen werden in Kalifornien gesprochen. Viele von ihnen sind gefährdet, aber es gibt Anstrengungen, sie zu revitalisieren.
Seit 1986 ist Englisch gemäß Verfassung als Amtssprache festgelegt. Sprachpolitik ist ein wichtiges Thema in Kalifornien.

### Religionen
In absoluten Zahlen leben die meisten Katholiken in den USA und die nach Utah zweitmeisten Mormonen in Kalifornien. Der Staat hat eine der größten jüdischen Gemeinschaften im Westen der USA, die sich vor allem in Los Angeles, Beverly Hills, San Francisco, Oakland, Sacramento und Palm Springs ballen. Die Zahl der Muslime in Kalifornien beträgt etwa eine Million.
Die meisten Katholiken stammen von Iren, Italienern, Hispanics und Filippinos ab. Durch die Einwanderung von Lateinamerikanern und Filipinos ist die Anzahl der Katholiken in Kalifornien in letzter Zeit stark angewachsen. Während der Anteil der Katholiken an der schwarzen Bevölkerung gering ist, da diese meist aus den protestantischen Südstaaten stammen, ist er unter den Hispanics am höchsten.
Durch den hohen Anteil an Aso-Amerikanern gibt es in Kalifornien zahlreiche asiatische Religionen wie Hinduismus, Buddhismus und Taoismus.

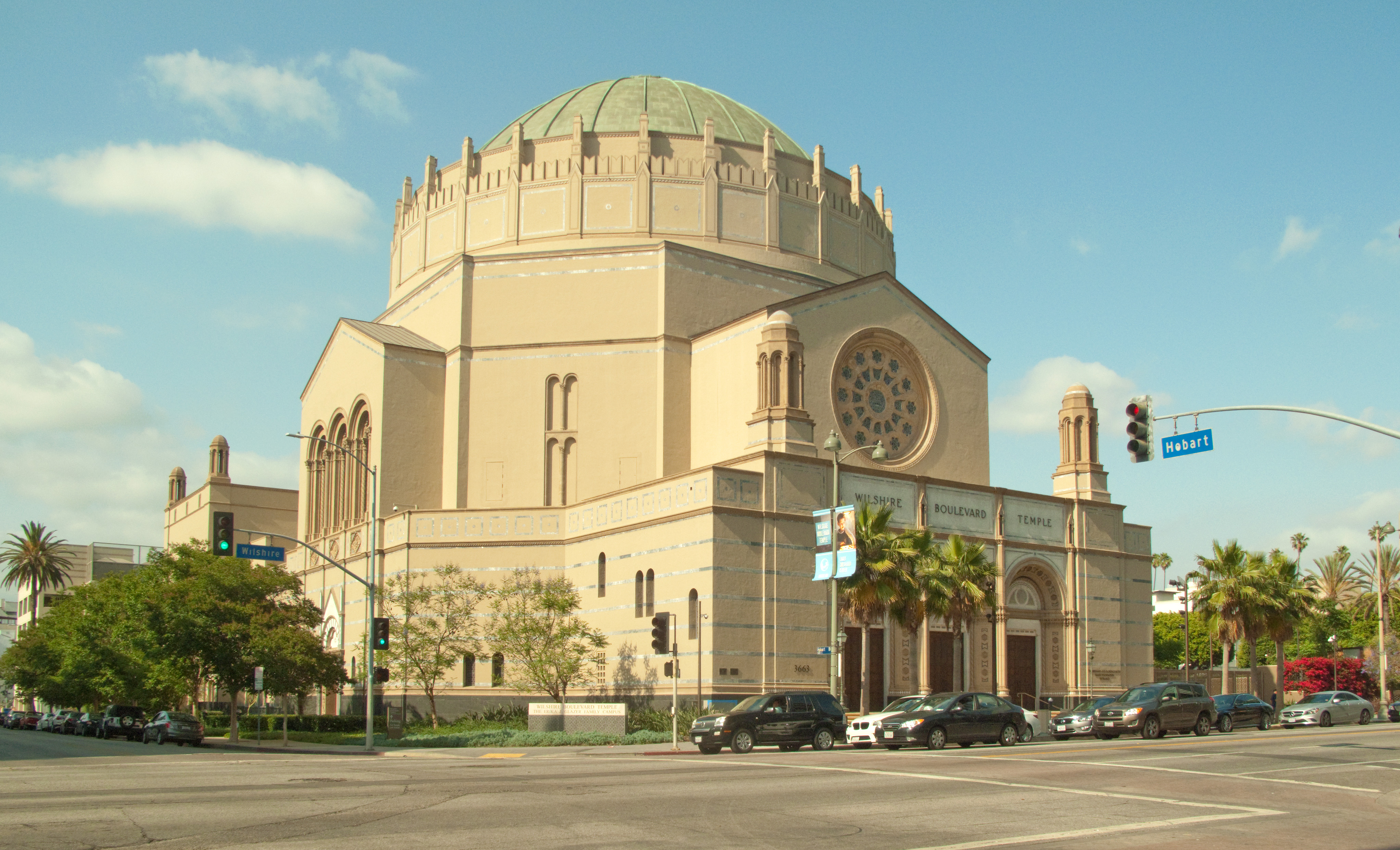
Die Wilshire-Boulevard-Synagoge in Los Angeles

Die mitgliederstärksten Religionsgemeinschaften im Jahre 2000 waren die römisch-katholische Kirche mit 10.079.310, Jüdische Gemeinden mit 994.000 Mitgliedern, die Kirche Jesu Christi der Heiligen der Letzten Tage mit 529.575 und die Southern Baptist Convention mit 471.119 Anhängern.
- Protestanten – 33 %
  - Baptisten – 4 %
  - Presbyterianer – 3 %
  - Methodisten – 2 %
- Katholiken – 31 %
- Juden – 3 %
- Mormonen – 2 %
- Muslime – 1 %
- Andere – 4 %
- Religionslose – 21 %

Nach einer Pew-Research-Center-Umfrage sind die Kalifornier weniger religiös als die Bevölkerungen anderer Bundesstaaten der USA. Von den Befragten gaben 62 % an, sie seien stark gläubig, während es landesweit 71 % sind. Weiterhin ist Religion für 48 % der Kalifornier wichtig, während dies 56 % der Amerikaner sagen.

### Große Städte

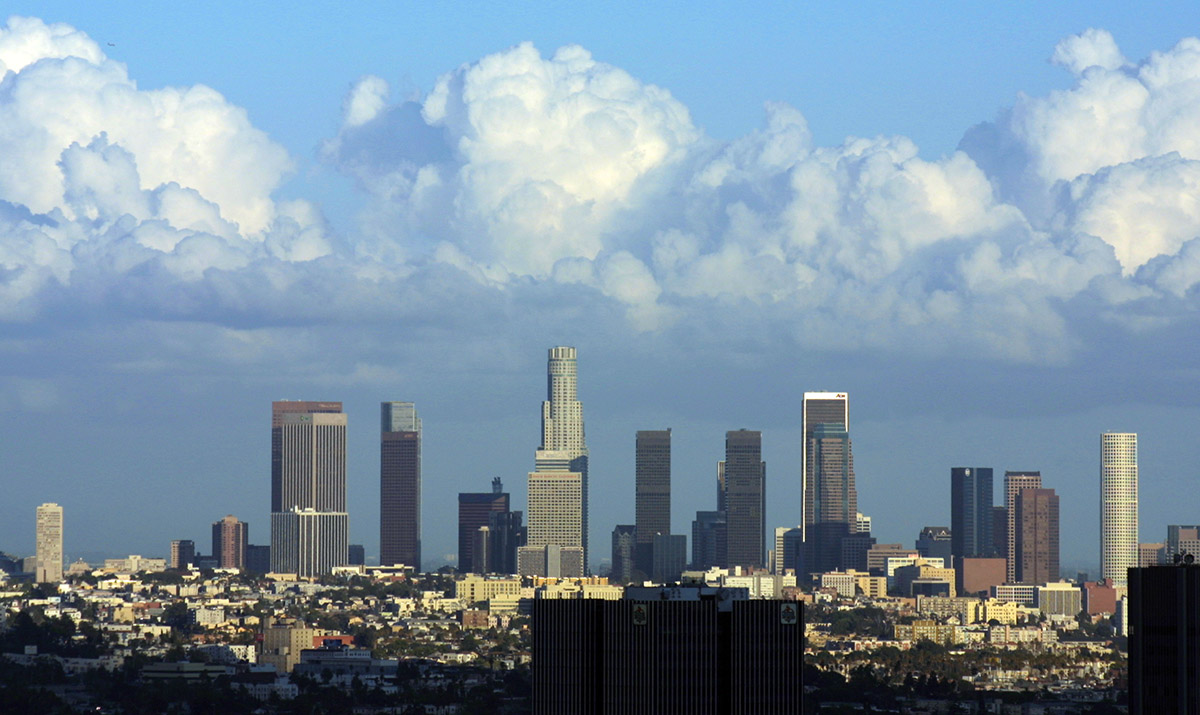
Los Angeles

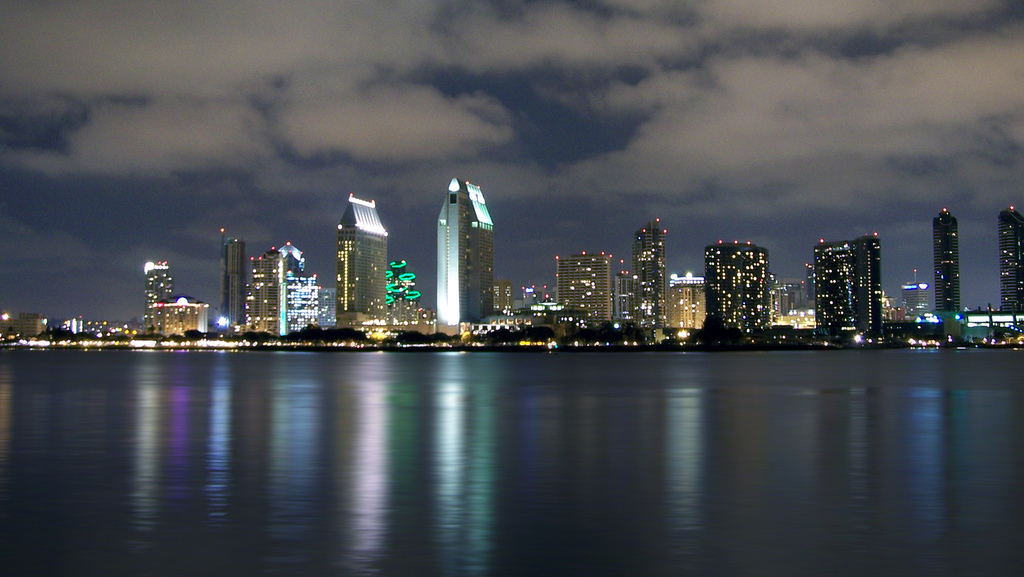
San Diego

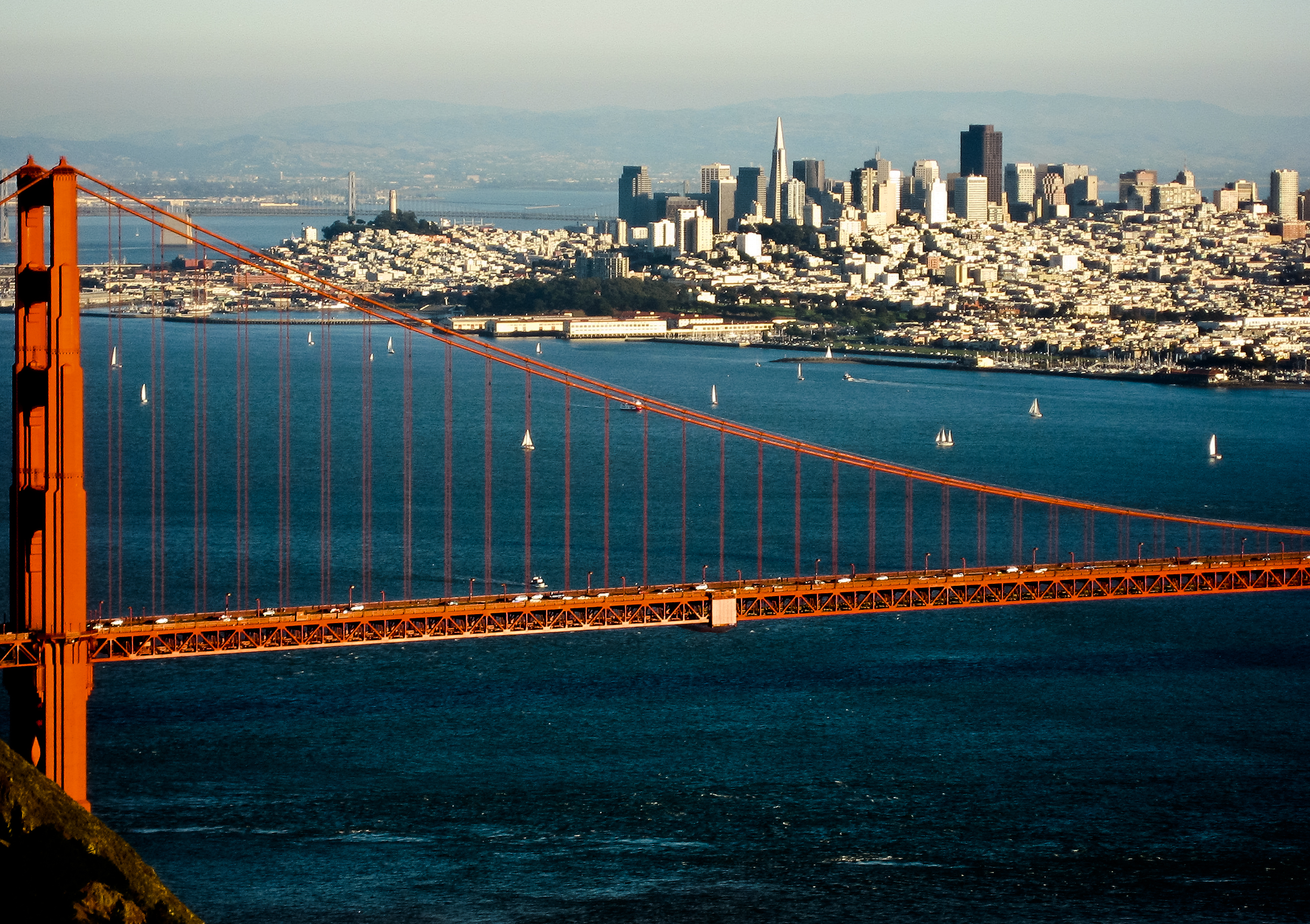
San Francisco

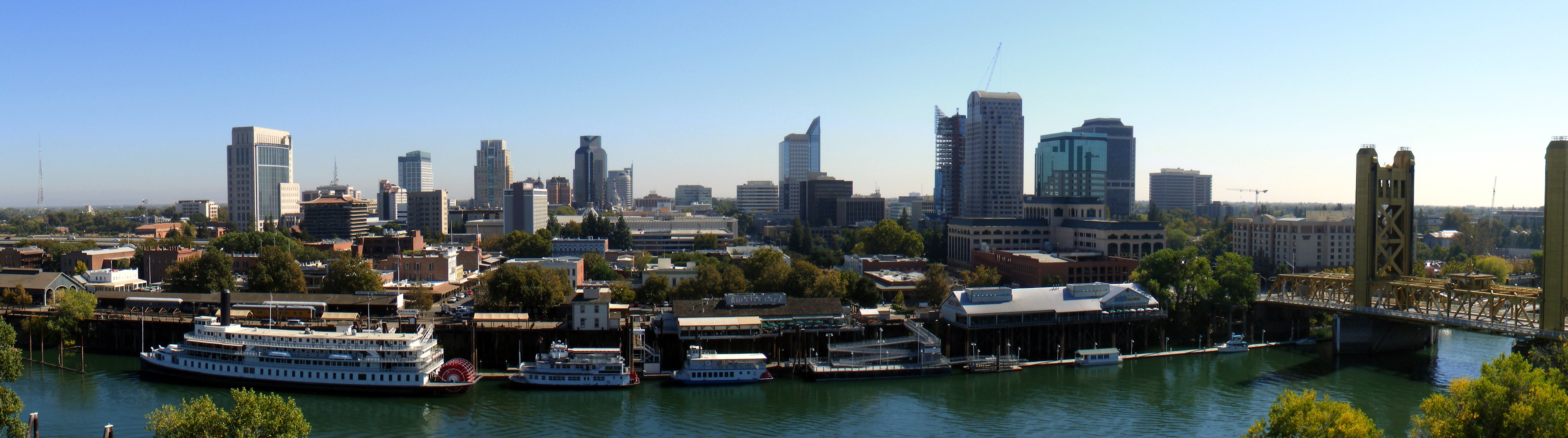
Sacramento

Die größte Stadt Kaliforniens ist mit weitem Abstand Los Angeles, das auch die zweitgrößte Stadt der USA ist. Die Metropolregion um Los Angeles gehört mit 17,8 Millionen Einwohnern zu den größten der Erde. Weitere bedeutende Städte sind San Francisco und San José, die beide Teil der San Francisco Bay Area sind, eines etwa 7,5 Millionen Menschen umfassenden Ballungsraumes um die Bucht von San Francisco.
Mit etwa 1,3 Millionen Einwohnern und etwa drei Millionen in der Agglomeration ist das in Südkalifornien gelegene San Diego die zweitgrößte Stadt Kaliforniens und der drittgrößte Ballungsraum des Bundesstaats.
Sacramento, seit 1854 die Hauptstadt Kaliforniens, liegt auf Höhe der Bucht von San Francisco etwa 120 km im Landesinneren. Sacramento selbst hat knapp 500.000 Einwohner, im Ballungsraum leben etwa zwei Millionen Menschen.
Weitere wichtige Städte sind Oakland und Berkeley, beide in der San Francisco Bay Area gelegen, sowie Santa Barbara, Modesto, Fresno, Bakersfield und Stockton. Ebenfalls bedeutend sind Ventura, Anaheim, Long Beach, Irvine, Santa Ana, Riverside und San Bernardino, die sich alle im Großraum Los Angeles befinden.
| Ort            |                |  |           | Einwohner |
| Los Angeles    | Los Angeles    |  | 3.898.747 | 3.898.747 |
| San Diego      | San Diego      |  | 1.386.932 | 1.386.932 |
| San José       | San José       |  | 1.013.240 | 1.013.240 |
| San Francisco  | San Francisco  |  | 873.965   | 873.965   |
| Fresno         | Fresno         |  | 542.107   | 542.107   |
| Sacramento     | Sacramento     |  | 524.943   | 524.943   |
| Long Beach     | Long Beach     |  | 466.742   | 466.742   |
| Oakland        | Oakland        |  | 440.646   | 440.646   |
| Bakersfield    | Bakersfield    |  | 403.455   | 403.455   |
| Anaheim        | Anaheim        |  | 346.824   | 346.824   |
| Stockton       | Stockton       |  | 320.804   | 320.804   |
| Riverside      | Riverside      |  | 314.998   | 314.998   |
| Santa Ana      | Santa Ana      |  | 310.227   | 310.227   |
| Irvine         | Irvine         |  | 307.670   | 307.670   |
| Chula Vista    | Chula Vista    |  | 275.487   | 275.487   |
| Fremont        | Fremont        |  | 230.504   | 230.504   |
| Santa Clarita  | Santa Clarita  |  | 228.673   | 228.673   |
| San Bernardino | San Bernardino |  | 222.101   | 222.101   |
| Census 2020    |                |  |           |           |

## Geschichte

### Frühgeschichte

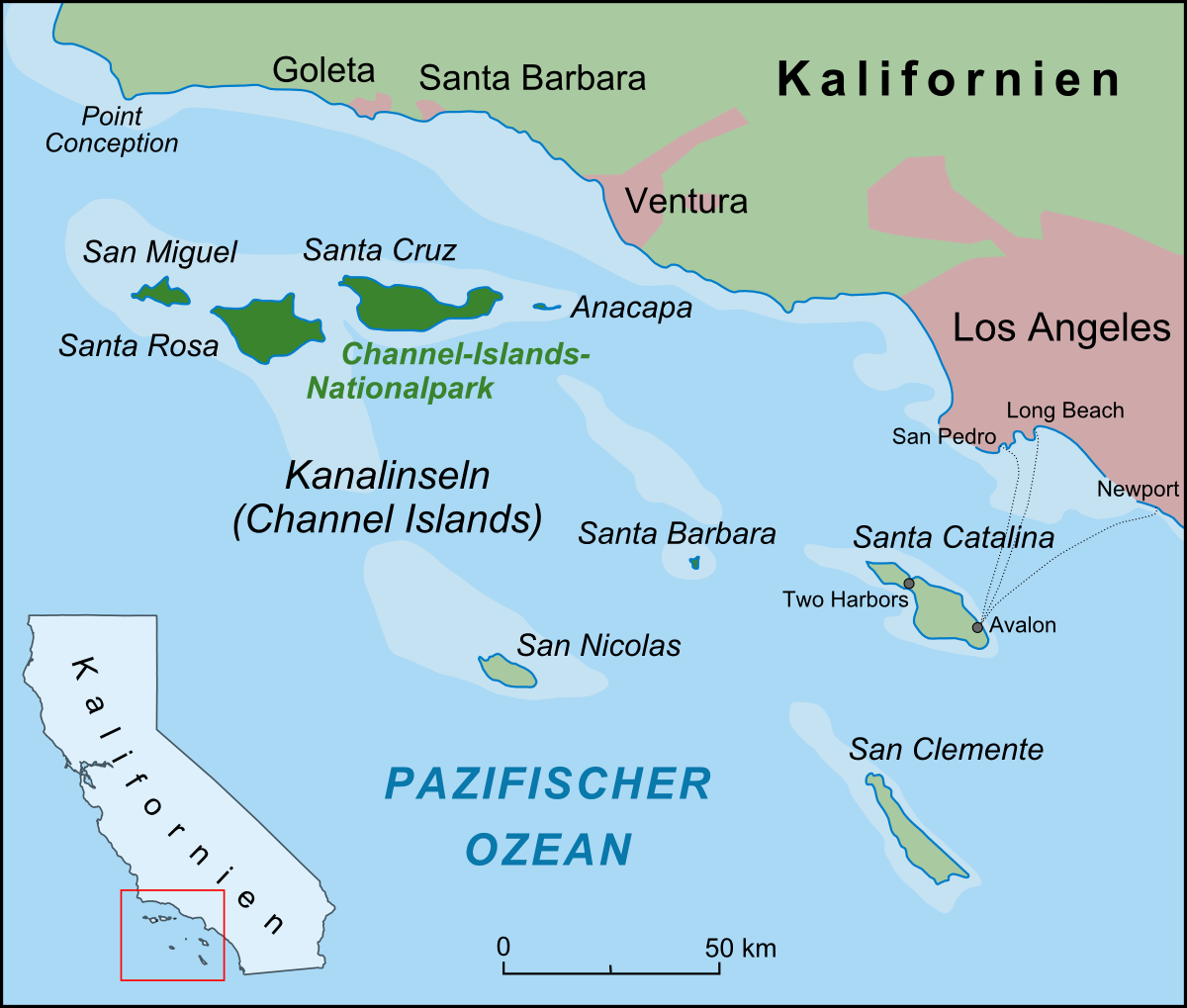
Karte der Channel Islands vor der Küste Kaliforniens

Bis vor wenigen Jahren stieß die Annahme, die frühesten Bewohner der Region seien in der Lage gewesen, die Channel Islands vor der Küste Kaliforniens mit seegängigen Fahrzeugen zu erreichen, auf Widerstand. Da sich dort jedoch bis zu 13.000 Jahre alte Spuren menschlicher Anwesenheit nachweisen ließen, nahm man an, dass die Inseln, die gegen Ende der letzten Eiszeit näher an der Küste lagen als heute, vergleichsweise leicht zu erreichen gewesen seien. Tatsächlich waren die Northern Channel Islands zwar während des letzten glazialen Maximums vor 20.000 Jahren eine Insel und diese als Santarosae Island bezeichnete Insel lag vielleicht nur 6 bis 8 km vom Festland entfernt. Doch um 13.000 BP, der Zeit der ältesten menschlichen Spuren, lag sie bereits, bedingt durch die abschmelzenden Gletscher und den damit ansteigenden Meeresspiegel nach dem Ende der Eiszeit, erheblich weiter entfernt. Die große Insel löste sich schließlich um 10.000 BP in mehrere kleinere Inseln auf. Das Befahren noch weiter von der Küste entfernt gelegener Inseln lässt sich ab etwa 9000 BP belegen. Jüngste Forschungen konnten erweisen, dass sich nunmehr die „antiquity of New World seafaring and maritime adaptations back to 13,000-12,000 years ago“ erstreckte (sinngemäß dehnte sich das Alter der neuweltlichen Seefahrt und der Anpassung an maritime Verhältnisse auf 13 bis 12.000 Jahre aus). Darüber hinaus stellte sich heraus, dass die Insel zur Zeit der frühesten Besiedlungsspuren ungefähr 8,5 km vor der Küste lag, 12.500 BP bereits 9,5 km, 11.000 BP 10,75 km.
Erste Spuren menschlicher Aufenthalte lassen sich in der Daisy Cave, im Norden der Channel Islands, um ca. 10.300–9100 v. Chr. nachweisen. aber auch weiter südlich, auf der Isla de Cedros in Niederkalifornien.

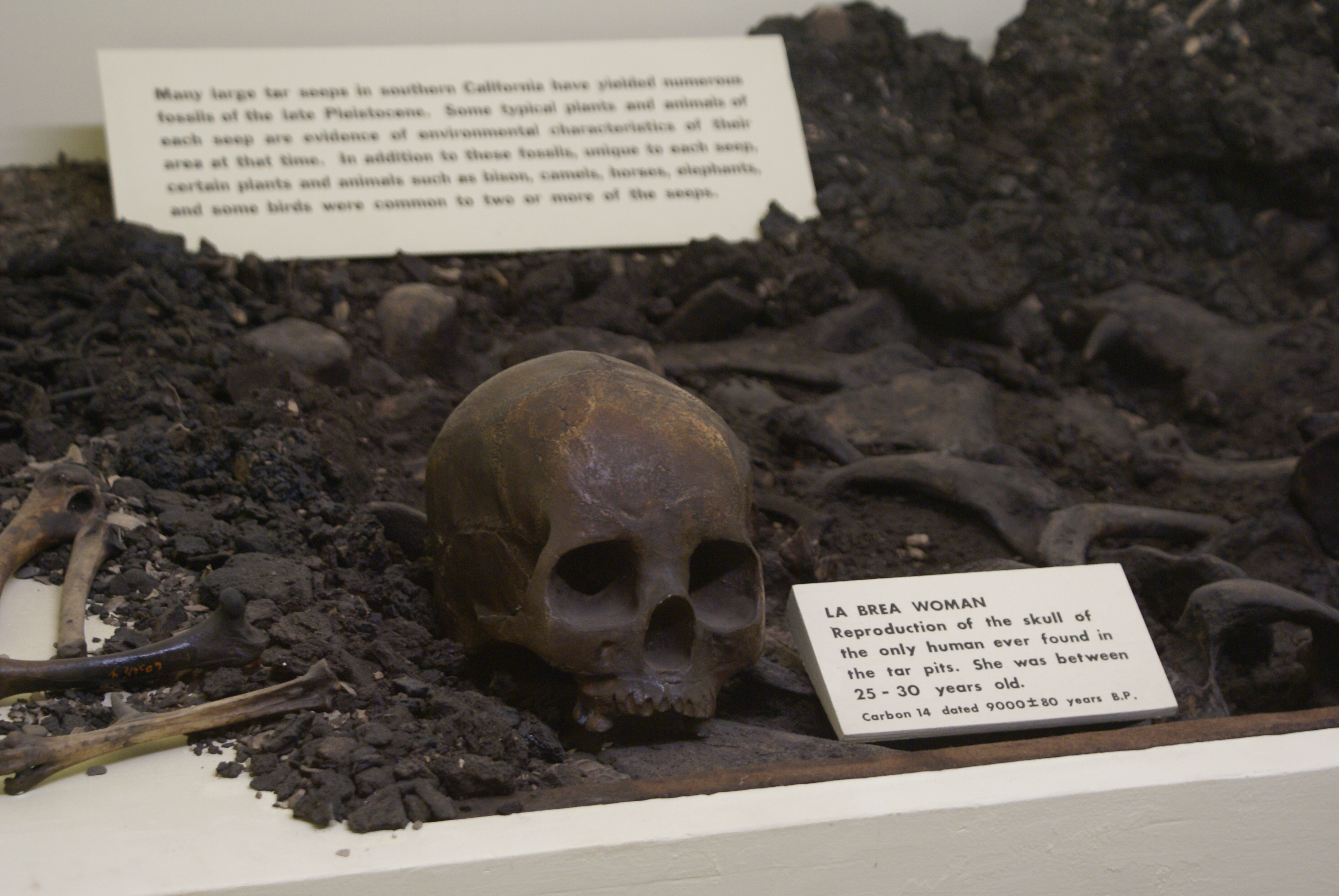
Die Überreste der Frau von La Brea, ca. 7000 v. Chr.

Bereits vor 8000 v. Chr., wie sich an der Arlington Spring Site im Arlington Canyon erwies, jagten kleine Gruppen Wild, Bergschafe und Vögel. Außerdem betrieben sie Fischerei und sammelten Eicheln und Wildgräser. Bodenbau und Korbflechterei wurden von einigen Gruppen weit entwickelt. Etwas jünger, aus der Zeit um 7000 v. Chr., ist die Frau aus den Teergruben von La Brea, die für ihre zahlreichen Tierskelettfunde bekannt sind.
Vor der Ankunft der Europäer lassen sich mehr als 70 verschiedene Indianer-Stämme (Liste) unterscheiden, womit Kalifornien zu den kulturell und linguistisch vielfältigsten Regionen der Welt gehörte. Die Gesamtzahl der Bewohner wird auf über 300.000 geschätzt.

### Europäische Entdecker
Nach den Landungen von Juan Rodríguez Cabrillo im Jahre 1542 und Sir Francis Drake 1579, die das Gebiet für Spanien bzw. England (vgl. Francis Drakes Messingplakette) beanspruchten, verloren die europäischen Kolonialmächte das Gebiet Kaliforniens wieder weitgehend aus den Augen. Für die Indianer bedeutete die Expedition Cabrillos jedoch möglicherweise einen schweren Einbruch der Bevölkerungszahl durch Pocken.
Weitere Entdecker, wie Pedro de Unamuno (1587), Sebastian Rodriguez Cermeno (1595) und Sebastián Vizcaíno (1602–1603) erkundeten die Küste.

### Spanische Kolonialherrschaft
Kalifornien als Oberkalifornien (Alta California), der spätere nördlichste Bestandteil des Vizekönigreichs Neuspanien, wurde erst ab 1769 unter der Leitung des Franziskaners Junípero Serra kolonisiert. Dieser gründete die erste von insgesamt 21 Missionen. Neben diesen Missionen errichtete man auch militärische Befestigungen (span.: Presidios) und zivile Siedlungen. Währenddessen rissen die Handelskontakte der Indianer mit dem Norden während der schweren Pockenepidemie ab 1775 ab.

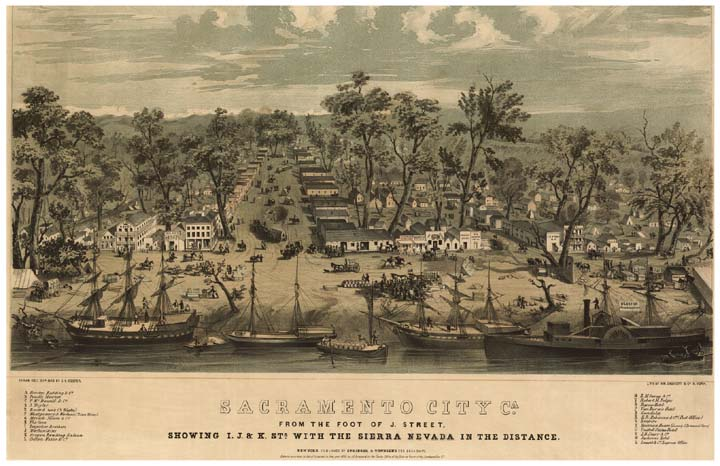
Sacramento, 1849

1812 wurde im heutigen Sonoma County im nördlichen Kalifornien mit Fort Ross ein russischer Stützpunkt als Fortsetzung und Abrundung der russischen Besitzungen in Alaska errichtet. Nach der mexikanischen Unabhängigkeit im Jahr 1821 wurde Kalifornien mexikanische Provinz. Die Regierung kehrte wieder zum Missionssystem zurück, bis die demokratische Partei das Missionswesen am 17. März 1833 per Dekret vollständig beendete und die Stationen auflöste. Zugleich wurde die Besiedlung durch Einwanderung gefördert. Die ersten Einwanderer wurden allerdings nach dem Regierungsantritt Santa Annas, der die Missionsstationen erhalten wollte, wieder vertrieben. Diese Ereignisse legten den Grundstein für die jahrzehntelange Feindseligkeit der Kalifornier gegen die mexikanische Regierung. 1836 brach ein Aufstand unter dem früheren Zollinspektor Alvarado los, der von der ohnmächtigen Regierung schließlich als Gouverneur von Kalifornien bestätigt werden musste. Zu diesem Zeitpunkt zählte das Land nur noch etwa 150.000 Indianer und 5000 Europäer als Einwohner.
1842 setzte Santa Anna den Gouverneur Alvarado, der bei der Bevölkerung als Despot verhasst war, ab und machte General Manuel Micheltorena zum neuen Gouverneur, der allerdings bald ebenso unbeliebt war wie sein Vorgänger. Im Frühjahr 1846 rebellierten die Bewohner Ober-Kaliforniens und wählten Don José Castro, einen geborenen Kalifornier, zum Generalkommandanten.
Johann August Sutter, seit 1839 in Kalifornien, erhielt die Bewilligung, eine Niederlassung zu bauen, der er den Namen „Neu-Helvetien“ gab. Schnell wurde daraus eine florierende Kolonie mit 20.000 Stück Vieh, drei Pferdemühlen, zwei Wassermühlen, einer Sägemühle, einer Gerberei und über 50 Häusern. Sutter herrschte wie ein kleiner „Kaiser“ über sein „Imperium“, das auf Landwirtschaft, Rinderzucht, Holzhandel und Jagd aufgebaut war. 1841 erwarb er Fort Ross von Russland. Er verlor seine Besitzungen wenige Jahre später im Zuge des Goldrausches.

### US-amerikanische Annexion und Goldrausch

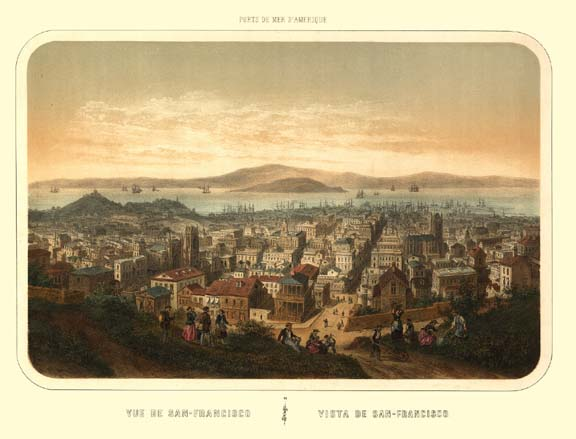
San Francisco, 1860

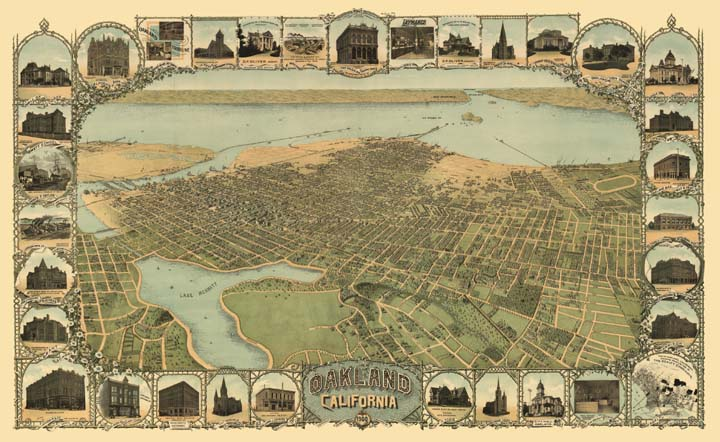
Oakland, 1900

1845 annektierten die USA die Republik Texas, was zu einem sehr gespannten Verhältnis mit Mexiko führte, das das Kaufangebot der USA für Kalifornien ablehnte. Die von Californios unter José Castro gebildete Junta von Monterey versuchte, Alta California durch Abspaltung von Mexiko aus dem Krieg herauszuhalten. Doch noch während die Junta darüber beriet, ob der Unabhängigkeit oder dem Anschluss an einen anderen Staat der Vorzug zu geben sei, erklärten im Mai 1846 US-amerikanische Siedler die Unabhängigkeit Kaliforniens (Bear Flag Republic) und proklamierten ihre eigene Republik Kalifornien.
Ohne dass die Akteure in Kalifornien davon wussten, hatte der Mexikanisch-Amerikanische Krieg um das umstrittene Gebiet zwischen Rio Grande und Nueces River bereits begonnen. Eine Armee unter Stephen W. Kearny wurde von Santa Fe nach San Diego und Alta California gesandt und eroberte das heutige Kalifornien gegen nur geringen mexikanischen Widerstand. Im Vertrag von Guadalupe Hidalgo sah sich Mexiko gezwungen, nicht nur Texas, sondern den gesamten Norden, also Kalifornien, Arizona, Nevada und New Mexico abzutreten und alle formal mexikanischen Gebiete weit außerhalb dessen tatsächlichen Einflusses in Utah, Colorado und Wyoming.
Zahlreiche Glücksritter zogen nun die im Januar 1848 einsetzenden Goldfunde an, die den Kalifornischen Goldrausch auslösten. Die Rede des Präsidenten James K. Polk vor dem Kongress, die er am 5. Dezember 1848 hielt, machte die Goldfunde auf dem Gebiet Sutters nicht nur allseits bekannt, sondern verstärkte auch die Zuwanderungsbewegung. Sutter hatte versucht, den Fund geheim zu halten, doch die Nachricht verbreitete sich rasch. Goldsucher und Glücksritter kamen in großer Zahl nach Kalifornien, was dazu beitrug, dass die öffentliche Ordnung weitgehend zusammenbrach. Hunderttausende durchsuchten die Erde, das Tal des Sacramento Rivers war zum „goldenen“ Westen geworden. Letztendlich erkannte die Regierung die unrechtmäßigen Zustände an, da so die USA zu einem wichtigen Goldexportland geworden waren. Die Indianer wurden verfolgt und vertrieben. Von den rund 150.000 Indianern um 1850 lebten um 1870 nur noch rund 30.000.

### Bundesstaat

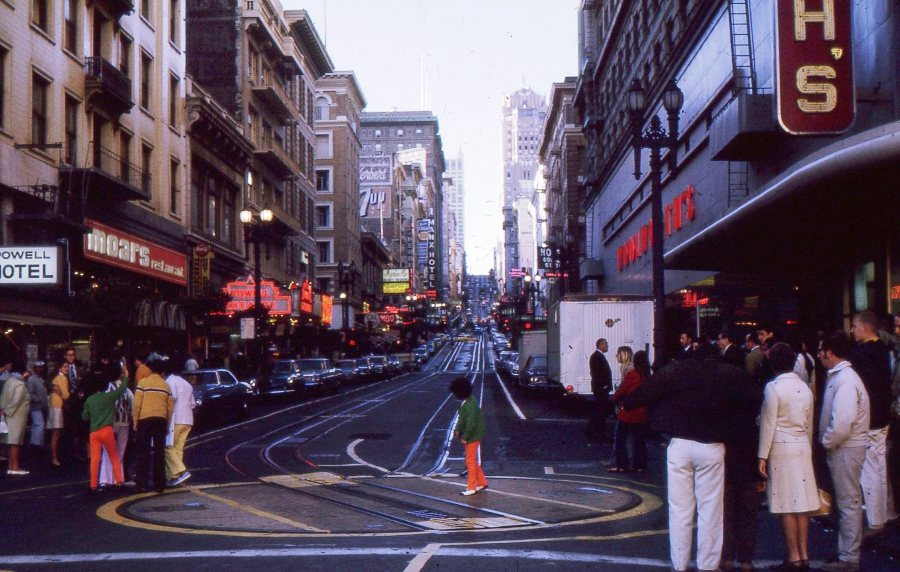
Innenstadt von San Francisco, 1969

Am 9. September 1850 wurde Kalifornien schließlich als einunddreißigster Staat in die USA aufgenommen. 1854 wurde Sacramento zur Hauptstadt von Kalifornien ernannt. Da in Kalifornien keine Sklaven gehalten wurden, hielt es während des Bürgerkriegs zur Union, spielte aber wegen der großen Entfernung zum Kriegsschauplatz praktisch keine Rolle.
Mit dem 1869 vollendeten Bau der transkontinentalen Eisenbahn und dem 1914 vollendeten Panamakanal rückte Kalifornien näher an den Rest der USA heran. Der Bau von Straßen wie der Route 66 stärkte erst Jahrzehnte später die Verbindung mit dem Rest der Vereinigten Staaten.
Angelockt durch das kontinuierliche Licht und die relativ günstigen Landpreise siedelte sich in den 1920er Jahren die Filmindustrie hier an, und die Filmstudios von Hollywood entstanden.
Während der Großen Depression zogen zahlreiche Farmer aus den Präriestaaten, v. a. aus Oklahoma, deren Existenzgrundlage durch die Dürre zerstört worden war, auf der Suche nach Arbeit nach Kalifornien. Literarisch verewigt wurde das Schicksal dieser „Oakies“ in John Steinbecks Roman Früchte des Zorns.
Die Industrialisierung des zuvor landwirtschaftlich geprägten Staates setzte während des Zweiten Weltkriegs durch die Errichtung zahlreicher Werften und militärischer Einrichtungen an der Pazifikküste ein. Kalifornien entwickelte sich zum bevölkerungsreichsten Bundesstaat und einem wichtigen Standort der Luft- und Raumfahrtindustrie, der Elektronik und der Informationstechnologie.

### Konflikt Bundesstaat Kalifornien mit der US-Regierung
Seit Ende Mai 2025 kam es infolge von Trumps harter Migrationspolitik vermehrt zu Protesten in Los Angeles, nachdem ICE-Razzien in Wohngebieten und Geschäften zahlreiche Festnahmen nach sich zogen. Bürgermeisterin Karen Bass verhängte in betroffenen Bezirken eine nächtliche Ausgangssperre, um Plünderungen und Unruhen einzudämmen, während sie Trumps Behauptung zurückwies, Protestierende würden bezahlt. Präsident Trump bezeichnete die Demonstrierenden als einen „gewalttätigen, aufrührerischen Mob“, der die Stadt „besetzt“ habe, und begründete damit die Entsendung tausender Nationalgardisten. Zusätzlich mobilisierte er 700 Marineinfanteristen der regulären Streitkräfte, um Trumps Kurs gegen angebliche ausländische Eindringlinge durchzusetzen. Kaliforniens Gouverneur Gavin Newsom kritisierte das Vorgehen als verfassungswidrig und warf dem Präsidenten vor, die Gewaltenteilung auszuhöhlen sowie demokratische Institutionen systematisch zu attackieren. In einer feurigen Grundsatzrede auf Social Media bezeichnete Newsom Trump als „Diktator“ und warnte, autoritäre Regime begännen genau so, Menschen mundtot zu machen. Trotz der Ausgangssperre spitzte sich die Lage in Metropolen wie San Francisco und Sacramento weiter zu, als Solidaritätsdemonstrationen folgten. Trump drohte öffentlich mit weiteren Truppeneinsätzen, falls sich die Lage nicht augenblicklich beruhige. Newsom reichte vor einem Bundesgericht eine Klage und einen Eilantrag ein, um die Autonomie Kaliforniens gegen den Einsatz der Bundesstreitkräfte zu verteidigen.

„"Donald Trump schafft Angst und Schrecken, indem er sich nicht an die US-Verfassung hält und seine Befugnisse überschreitet. Dies ist eine inszenierte Krise, die es ihm ermöglichen soll, eine staatliche Miliz zu übernehmen und damit das Fundament unserer Republik zu beschädigen. Jeder Gouverneur, ob rot oder blau, sollte diese ungeheuerliche Übervorteilung zurückweisen. Dies ist mehr als nur Inkompetenz - hier verursacht er absichtlich Chaos, terrorisiert Gemeinden und gefährdet die Grundsätze unserer großen Demokratie. Es ist ein unmissverständlicher Schritt in Richtung Autoritarismus. Das werden wir nicht hinnehmen."“

Nachdem das angerufene Gericht dem Eilantrag stattgab, revidierte das übergeordnete Berufungsgericht diese Entscheidung; der Präsident könne die Nationalgarde bis auf weiteres nach Los Angeles entsenden, das Berufungsgericht setzte für den 17. Juni 2025 eine Anhörung zu dem Fall vor dem aus drei Richtern bestehenden Gremium an.

## Politik

### Gouverneur

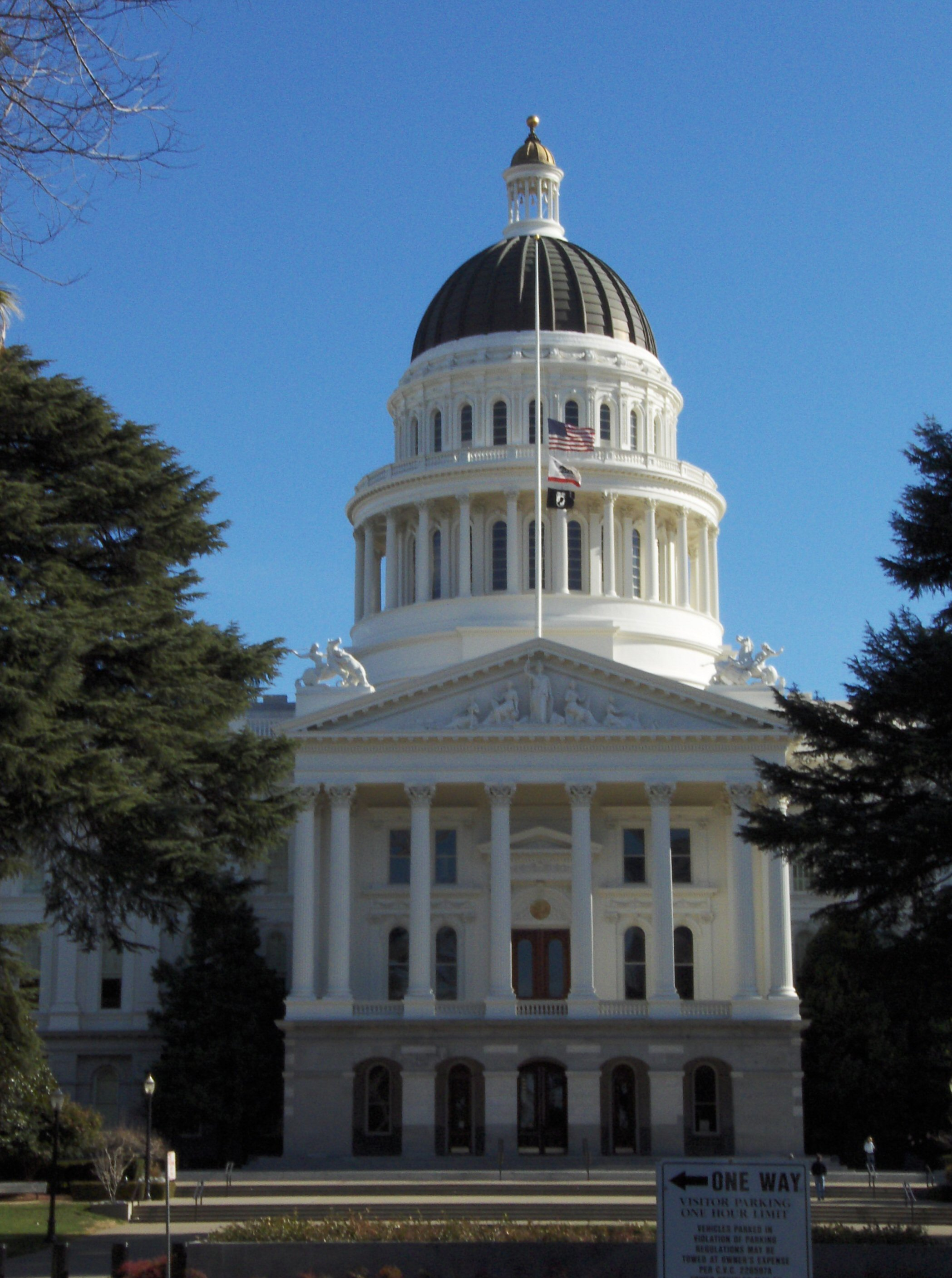
Das Kapitol in Sacramento, Sitz der kalifornischen Legislative und des Gouverneursbüros

Gouverneur des Bundesstaates ist seit dem 7. Januar 2019 Gavin Newsom von der Demokratischen Partei. Er löste seinen Parteikollegen Jerry Brown ab, der das Amt schon von 1975 bis 1983 innehatte.
Der Gouverneur übt auf bundesstaatlicher Ebene die Exekutivgewalt aus, das heißt, er führt die kalifornische Staatsregierung und bestimmt die Richtlinien der Politik. Er verfügt über das Begnadigungsrecht, ernennt hohe Beamte sowie Richter am bundesstaatlichen Verfassungsgericht und nimmt in der Gesetzgebung eine zentrale Rolle ein, indem er Gesetzesbeschlüsse unterzeichnet oder sein Veto einlegt. Ferner ist er Oberbefehlshaber der California National Guard und der Staatsgarde Kaliforniens und vertritt den Bundesstaat nach außen. Der Gouverneur wird im Turnus von vier Jahren direkt vom Volk gewählt.
Als Oberhaupt der Exekutive bestimmt der Gouverneur die Richtlinien der Politik in dem US-Westenküstenstaat. Er hat kein Kabinett im engeren Sinne, wohl gibt es aber Exekutivämter, wie den Vizegouverneur, den Attorney General, den Secretary of State und den State Treasurer (entspricht etwa einem Finanzminister).
Der Secretary of State und der Attorney General werden ebenfalls von den Bürgern gewählt, sind aber dem Gouverneur untergeordnet. Andere wie zum Beispiel der Agriculture Commissioner, der etwa einem Landwirtschaftsminister entspricht, oder der California Director of Industrial Relations (zuständig für Wirtschaft und Industrie) werden vom Gouverneur mit Zustimmung des Staatssenats ernannt. Die ernannten Amtsträger innerhalb der Exekutive können vom Gouverneur jederzeit, ohne Zustimmung des Senats, wieder abberufen werden. Beim Auftreten einer Vakanz in den gewählten Exekutivämtern wird, da keine Nachwahl vorgesehen ist, ein neuer Amtsträger vom Gouverneur mit Zustimmung der State Legislature für den Rest der Amtsperiode bestimmt.
Als Berater und Zuarbeiter des Gouverneurs fungiert ein eigener Stab, das Office of the Gouverneur, bei dessen Besetzung der Gouverneur freie Hand hat.

### Legislative
Die gesetzgebende Gewalt auf Ebene des Bundesstaates wird durch die California State Legislature ausgeübt. Sie besteht aus einem Staatssenat mit 40 direkt gewählten Senatoren und der State Assembly mit 80 direkt gewählten Abgeordneten. Die Amtszeiten im Senat beträgt vier Jahre. Die Amtszeit eines Abgeordneten der State Assembly beträgt zwei Jahre und beginnt im Dezember. Im November jeden geraden Jahres werden alle 80 Sitze neu vergeben. In beiden Häusern des Parlaments verfügt die Demokratische Partei über deutliche Mehrheiten. Sitz der State Legislature ist das Kapitol in Sacramento, der Hauptstadt des Bundesstaates.
Im Gegensatz zu den meisten anderen Bundesstaaten ist die California State Legislature kein Feierabendparlament, sondern ein Vollzeitparlament mit mehreren Tagungen im Monat.

### Vertretung Kaliforniens im US-Kongress
Kalifornien ist seit dem 9. September 1850 US-Bundesstaat und hat seither je einen Senator der class 1 und einen Senator der class 3 im Kongress.
Die demokratische Abgeordnete Nancy Pelosi aus dem 12. Kongresswahlbezirk Kaliforniens war von 2007 bis 2011 und erneut von 2019 bis 2023 im Amt des Speakers im Repräsentantenhaus der Vereinigten Staaten.
- Liste der US-Senatoren aus Kalifornien
- Liste der Mitglieder des US-Repräsentantenhauses aus Kalifornien

### Mitglieder im 118. Kongress
|  | Name                              | Mitglied seit    | Parteizugehörigkeit |
|  | --------------------------------- | ---------------- | ------------------- |
|  | Doug LaMalfa                      | 2013             | Republikaner        |
|  | Jared William Huffman             | 2013             | Demokrat            |
|  | Kevin Kiley                       | 2023             | Republikaner        |
|  | Charles Michael Thompson          | 2013             | Demokrat            |
|  | Thomas Miller McClintock          | 2009             | Republikaner        |
|  | Amerish Babulal Bera              | 2013             | Demokrat            |
|  | Doris Okada Matsui                | 2005             | Demokrat            |
|  | John Garamendi                    | 2013             | Demokrat            |
|  | Joshua Keck Harder                | 2019             | Demokrat            |
|  | Mark James DeSaulnier             | 2015             | Demokrat            |
|  | Nancy Patricia D’Alesandro Pelosi | 2013             | Demokrat            |
|  | Barbara Jean Lee                  | 2013             | Demokrat            |
|  | John Duarte                       | 2023             | Republikaner        |
|  | Eric Michael Swalwell Jr.         | 2013             | Demokrat            |
|  | Kevin Mullin                      | 2023             | Demokrat            |
|  | Anna A. Georges Eshoo             | 1993             | Demokrat            |
|  | Rohit Khanna                      | 2017             | Demokrat            |
|  | Zoe Lofgren                       | 1995             | Demokrat            |
|  | James Varni Panetta               | 2017             | Demokrat            |
|  | Vince Fong                        | 2024             | Republikaner        |
|  | James Manuel Costa                | 2013             | Demokrat            |
|  | David Valadao                     | (2013–2019) 2021 | Republikaner        |
|  | Jay Phillip Obernolte             | 2021             | Republikaner        |
|  | Salud Carbajal                    | 2017             | Demokrat            |
|  | Raul Ruiz                         | 2013             | Demokrat            |
|  | Julia Brownley                    | 2013             | Demokrat            |
|  | Michael Joseph Garcia             | 2020             | Republikaner        |
|  | Judy May Chu                      | 2009             | Demokrat            |
|  | Antonio Cardenas                  | 2013             | Demokrat            |
|  | Adam Bennett Schiff               | 2001             | Demokrat            |
|  | Graciela Flores Napolitano        | 1999             | Demokrat            |
|  | Bradley James Sherman             | 1997             | Demokrat            |
|  | Peter Rey Aguilar                 | 2015             | Demokrat            |
|  | Jamie Gomez                       | 2017             | Demokrat            |
|  | Norma Judith Torres               | 2015             | Demokrat            |
|  | Ted W. Lieu                       | 2015             | Demokrat            |
|  | Sydney Kamlager-Dove              | 2023             | Demokrat            |
|  | Linda Teresa Sánchez              | 2003             | Demokrat            |
|  | Mark Allan Takano                 | 2013             | Demokrat            |
|  | Young Kim                         | 2021             | Republikaner        |
|  | Kenneth Stanton Calvert           | 1993             | Republikaner        |
|  | Robert Garcia                     | 2023             | Demokrat            |
|  | Maxine Waters                     | 1991             | Demokrat            |
|  | Nanette Diaz Barragán             | 2017             | Demokrat            |
|  | Michelle Eunjoo Park Steel        | 2021             | Republikaner        |
|  | Jose Luis Correa                  | 2017             | Demokrat            |
|  | Katherine Moore Porter            | 2019             | Demokrat            |
|  | Darrell Edward Issa               | (2003–2019) 2021 | Republikaner        |
|  | Michael Ted Levin                 | 2019             | Demokrat            |
|  | Scott Harvey Peters               | 2013             | Demokrat            |
|  | Sara Josephine Jacobs             | 2021             | Demokrat            |
|  | Juan Carlos Vargas                | 2013             | Demokrat            |

|  | Name              | Mitglied seit | Parteizugehörigkeit |
|  | ----------------- | ------------- | ------------------- |
|  | Alejandro Padilla | 2021          | Demokrat            |
|  | Adam Schiff       | 2024          | Demokrat            |

### Politische Geographie
Die republikanischen Hochburgen im bevölkerungsarmen Nordosten, im San Joaquin Valley und der Umgebung von Orange County, der politischen Heimat von Richard Nixon, vermochten zuletzt nicht, die demokratische Dominanz in den Städten um die Bay Area, in der Stadt Los Angeles sowie Teilen ihrer Umgebung und im Nordwesten des Staates aufzuwiegen. Daher haben die Demokraten seit 1992 bei Präsidentschaftswahlen das bis dahin meist mehrheitlich republikanisch wählende Kalifornien gewonnen.

### Präsidentschaftswahlen
Aufgrund seiner Größe und der daraus folgenden hohen Anzahl an Wahlmännern (54 bei der Wahl 2024) nimmt Kalifornien eine wichtige Rolle bei jeder Präsidentschaftswahl ein. War der Bundesstaat bis in die 1970er und 1980er Jahre hinein noch republikanisch geprägt, so ist er inzwischen eine verlässliche Hochburg der Demokraten, die letztmals 1988 für den republikanischen Kandidaten stimmte. Aufgrund des stark linksliberal geprägten Charakters Kaliforniens kam es in den letzten Jahren zunehmend zu Konflikten mit konservativen Administrationen der Zentralregierung hinsichtlich von Fragen der Wirtschafts-, Sozial- und Umweltpolitik. Kalifornien ist seit Langem in gesellschaftspolitischer Hinsicht liberal geprägt – beispielsweise gehörte Kalifornien 1967 zu den ersten US-Bundesstaaten, die Abtreibung legalisierten.
Kalifornien war die Heimat von drei amerikanischen Präsidenten: Herbert Hoover, Richard Nixon und Ronald Reagan.
| Jahr | Kandidat (Gewinner)       | Prozent | Stimmen    | Kandidat (Verlierer)      | Prozent | Stimmen   |
| ---- | ------------------------- | ------- | ---------- | ------------------------- | ------- | --------- |
| 2024 | Kamala Harris (D)         | 58,48   | 9.276.179  | Donald Trump (R)          | 38,34   | 6.081.697 |
| 2020 | Joe Biden (D)             | 63,45   | 11.110.250 | Donald Trump (R)          | 34,30   | 6.006.429 |
| 2016 | Hillary Clinton (D)       | 61,48   | 8.753.792  | Donald Trump (R)          | 31,49   | 4.483.814 |
| 2012 | Barack Obama (D)          | 60,16   | 7.854.285  | Mitt Romney (R)           | 37,07   | 4.839.958 |
| 2008 | Barack Obama (D)          | 60,92   | 8.274.473  | John McCain (R)           | 36,90   | 5.011.781 |
| 2004 | John Kerry (D)            | 54,30   | 6.745.485  | George W. Bush (R)        | 44,40   | 5.509.826 |
| 2000 | Al Gore (D)               | 53,45   | 5.861.203  | George W. Bush (R)        | 41,65   | 4.567.429 |
| 1996 | Bill Clinton (D)          | 51,10   | 5.119.835  | Bob Dole (R)              | 38,21   | 3.828.380 |
| 1992 | Bill Clinton (D)          | 46,01   | 5.121.325  | George H. W. Bush (R)     | 32,61   | 3.630.574 |
| 1988 | George H. W. Bush (R)     | 51,13   | 5.054.917  | Michael Dukakis (D)       | 47,56   | 4.702.233 |
| 1984 | Ronald Reagan (R)         | 57,51   | 5.467.009  | Walter Mondale (D)        | 41,27   | 3.922.519 |
| 1980 | Ronald Reagan (R)         | 52,69   | 4.524.858  | Jimmy Carter (D)          | 35,91   | 3.083.661 |
| 1976 | Gerald Ford (R)           | 49,35   | 3.882.244  | Jimmy Carter (D)          | 47,57   | 3.742.284 |
| 1972 | Richard Nixon (R)         | 55,00   | 4.602.096  | George McGovern (D)       | 41,54   | 3.475.847 |
| 1968 | Richard Nixon (R)         | 47,82   | 3.467.664  | Hubert H. Humphrey (D)    | 35,02   | 3.244.318 |
| 1964 | Lyndon B. Johnson (D)     | 59,11   | 4.171.877  | Barry Goldwater (R)       | 40,79   | 2.879.108 |
| 1960 | Richard Nixon (R)         | 50,10   | 3.259.722  | John F. Kennedy (D)       | 49,55   | 3.224.099 |
| 1956 | Dwight D. Eisenhower (R)  | 55,39   | 3.027.668  | Adlai Ewing Stevenson (D) | 44,27   | 2.420.135 |
| 1952 | Dwight D. Eisenhower (R)  | 56,83   | 3.035.587  | Adlai Ewing Stevenson (D) | 42,27   | 2.257.646 |
| 1948 | Harry S. Truman (D)       | 47,57   | 1.913.134  | Thomas E. Dewey (R)       | 47,13   | 1.895.269 |
| 1944 | Franklin D. Roosevelt (D) | 56,48   | 1.988.564  | Thomas E. Dewey (R)       | 42,97   | 1.512.965 |
| 1940 | Franklin D. Roosevelt (D) | 57,44   | 1.877.618  | Wendell Willkie (R)       | 41,34   | 1.351.419 |
| 1936 | Franklin D. Roosevelt (D) | 66,95   | 1.766.836  | Alf Landon (R)            | 31,70   | 836.431   |
| 1932 | Franklin D. Roosevelt (D) | 58,39   | 1.324.157  | Herbert Hoover (R)        | 37,39   | 847.902   |
| 1928 | Herbert Hoover (R)        | 64,69   | 1.162.323  | Alfred E. Smith (D)       | 34,19   | 614.365   |
| 1924 | Calvin Coolidge (R)       | 57,20   | 733.250    | John W. Davis (D)         | 8,23*   | 105.514   |
| 1920 | Warren G. Harding (R)     | 66,20   | 624.992    | James M. Cox (D)          | 24,28   | 229.191   |
| 1916 | Woodrow Wilson (D)        | 46,65   | 466.289    | Charles Evans Hughes (R)  | 46,27   | 462.516   |
| 1912 | Theodore Roosevelt (U)    | 41,83   | 283.610    | Woodrow Wilson (D)        | 41,81   | 283.436   |

* der Kandidat Robert M. La Follette junior von der Socialist Party of America bekam 33,1 % der Stimmen.

## Kultur und Sehenswürdigkeiten

### Musik
Das 1973 gegründete Kronos Quartet gehört zu den weltweit führenden Quartetten für zeitgenössische Musik.
Die bekanntesten musikalischen Vertreter Kaliforniens in der Popmusik sind die Beach Boys. Die Gruppe formierte sich 1961 in Hawthorne aus fünf jungen Musikern zwischen 14 und 20 Jahren. In ihren Anfangsjahren besangen sie in ihren Texten das Leben in Kalifornien, speziell am Strand, das Surfen, die hübschen Mädchen in Kalifornien sowie den Auto-Kult.
In reiferen Jahren setzten sie sich für die Erhaltung des Lebens im Ozean und für die Erhaltung der Strände ein, priesen und huldigten dem Land Kalifornien. Ihre Texte übermittelten ab den 1970er Jahren immer wieder die Botschaft von der Schönheit des Landes sowie die Auswirkungen der Zerstörung der Natur durch Eingriffe des Menschen.
1995 setzten das Bandmitglied Brian Wilson und der Musiker Van Dyke Parks mit ihrem gemeinsamen Album Orange Crate Art Kalifornien ein musikalisches Denkmal. 2008 folgte von Brian Wilson dessen Konzeptalbum That Lucky Old Sun (A Narrative) über Kalifornien.
Außerdem stammen Thrash-Metal-Bands wie Metallica, Slayer oder Exodus aus der kalifornischen San Francisco Bay Area. In Los Angeles wurden die Rockgruppe The Doors sowie die Crossover-Bands Red Hot Chili Peppers und Linkin Park gegründet. Zudem brachte Bakersfield die einflussreiche Nu-Metal-Band Korn hervor.
Weitere bekannte Bands aus Kalifornien (in alphabetischer Reihenfolge): Blink-182, Canned Heat, Creedence Clearwater Revival, Green Day, Guns n’ Roses, Huey Lewis & the News, Incubus, Jefferson Airplane, Journey, Mötley Crüe, No Doubt, Pennywise, Santana, Steely Dan, Sublime, The Byrds, The Doobie Brothers, The Eagles, The Grateful Dead, The Offspring, Van Halen.

### Bauwerke
Entlang des kalifornischen Teils des Camino Real befinden sich einige der ursprünglich 21 historischen Missionen aus der Zeit der spanischen Konquista. Zum Teil noch sehr gut erhalten und restauriert, sind sie Touristenattraktionen ersten Ranges. An der Pazifikküste sind die Leuchttürme Kaliforniens ebenfalls ein beliebtes Ziel für Touristen.

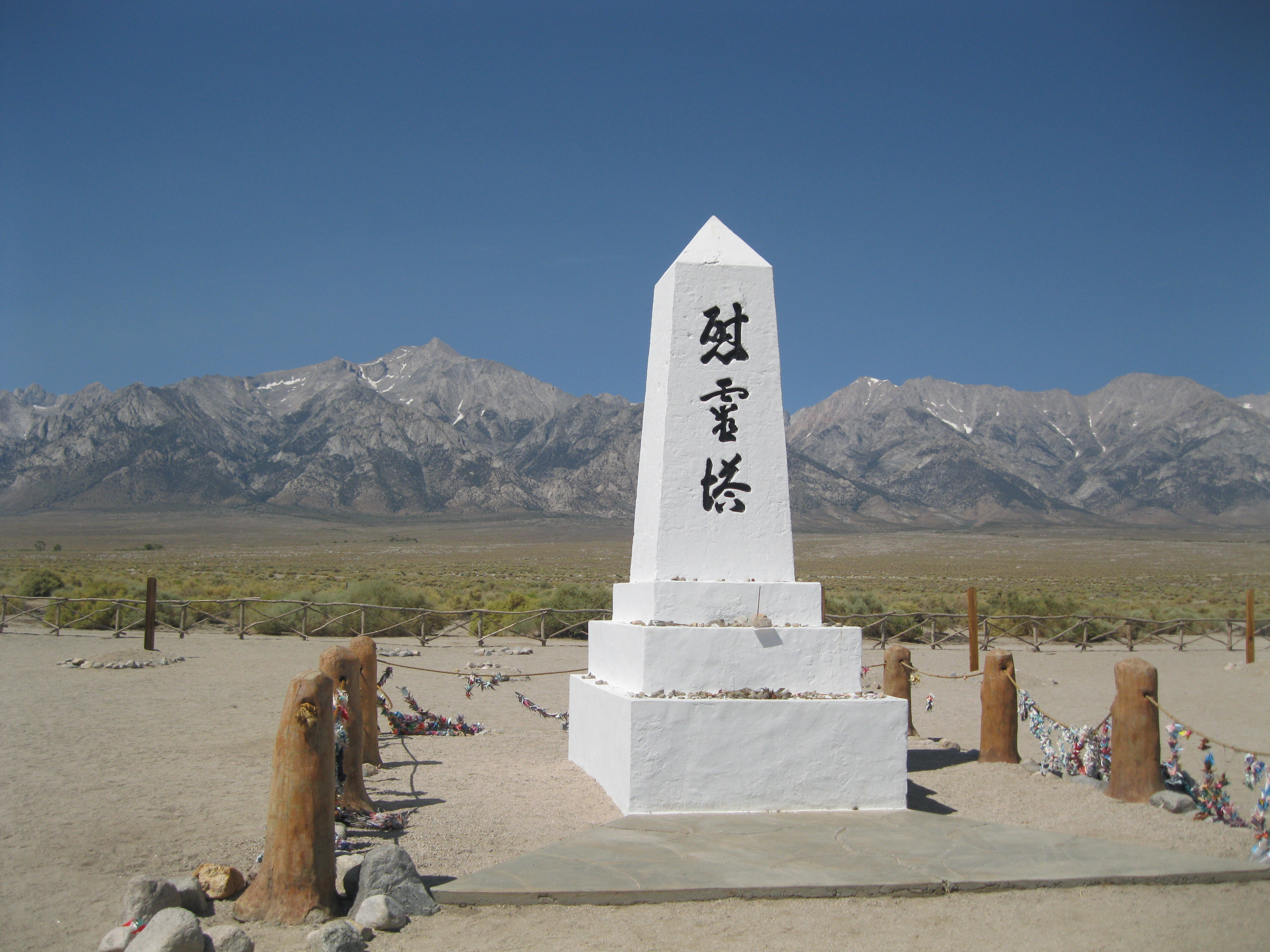
Gedenkstein auf dem Friedhof des Manzanar War Relocation Centers

Der National Park Service (NPS) führt für Kalifornien fünf National Historic Sites, ein National Memorial und zwei National Historical Parks:
- Eugene O’Neill National Historic Site
- Fort Point National Historic Site
- John Muir National Historic Site
- Manzanar War Relocation Center
- Minidoka National Historic Site
- Port Chicago Naval Magazine National Memorial
- Rosie the Riveter/World War II Home Front National Historical Park
- San Francisco Maritime National Historical Park

Insgesamt stehen in Kalifornien 147 National Historic Landmarks und 2895 Bauwerke und Stätten, die im National Register of Historic Places eingetragen sind (Stand 30. September 2017).
In Kalifornien stehen neben etlichen architektonischen Wahrzeichen wie der Golden Gate Bridge zudem etliche Klassiker der Modernen Architektur, etwa Hollyhock House und Ennis House von Frank Lloyd Wright, Chemosphere, Elrod House, Sheats-Goldstein Residence und Silvertop von John Lautner, Neutra VDL Studio and Residences, Case Study Houses und Neutra Office Building von Richard Neutra oder der Concord Pavilion von Frank Gehry.

### Parks
| Nationalpark | Lage                                                                               | Ansicht |
| --- | ---------------------------------------------------------------------------------- | ------- |
| Channel-Islands-Nationalpark - Kalifornien - 537.716 Besucher (2004) - gegründet 5. März 1980                         | Channel-Islands-Nationalpark · Karte der Vereinigten Staaten                       |         |
| Death-Valley-Nationalpark - Kalifornien - 853.553 Besucher (2003) - gegründet 31. Oktober 1994                        | Death-Valley-Nationalpark · Karte der Vereinigten Staaten                          |         |
| Joshua-Tree-Nationalpark - Kalifornien - 1.219.379 Besucher (2004) - gegründet 31. Oktober 1994                       | Joshua-Tree-Nationalpark · Karte der Vereinigten Staaten                           |         |
| Sequoia-Nationalpark und Kings-Canyon-Nationalpark - Kalifornien - 1.520.835 Besucher (2004) - gegründet 4. März 1940 | Sequoia-Nationalpark und Kings-Canyon-Nationalpark · Karte der Vereinigten Staaten |         |
| Lassen-Volcanic-Nationalpark - Kalifornien - 1.250.000 Besucher (2003) - gegründet 9. August 1916                     | Lassen-Volcanic-Nationalpark · Karte der Vereinigten Staaten                       |         |
| Pinnacles-Nationalpark - Kalifornien - 393.219 Besucher (2011) - Fläche: 107 km² - gegründet 16. Januar 1908          | Pinnacles-Nationalpark · Karte der Vereinigten Staaten                             |         |
| Redwood-Nationalpark - Kalifornien - 390.000 Besucher (2004) - gegründet 2. Oktober 1968                              | Redwood-Nationalpark · Karte der Vereinigten Staaten                               |         |
| Yosemite-Nationalpark - Kalifornien - 3.280.911 Besucher (2004) - gegründet 1. Oktober 1890                           | Yosemite-Nationalpark · Karte der Vereinigten Staaten                              |         |

Kalifornien gehört auch zu den Bundesstaaten mit den meisten National Monuments:
- Cabrillo National Monument
- California Coastal National Monument
- Carrizo Plain National Monument
- Castle Mountains National Monument
- Cesar E. Chavez National Monument
- Devils Postpile National Monument
- Fort Ord National Monument
- Giant Sequoia National Monument
- Lava Beds National Monument
- Muir Woods National Monument
- Santa Rosa and San Jacinto Mountains National Monument
- World War II Valor in the Pacific National Monument

Daneben wurde in Kalifornien auch eine große Anzahl an State Parks eingerichtet; siehe hierzu den Artikel State Parks in Kalifornien.
Außerdem verwaltet der NPS in Kalifornien vier National Historic Trails, drei National Recreation Areas, eine National Preserve und eine National Seashore:
- California Trail
- Juan Bautista de Anza National Historic Trail
- Old Spanish Trail
- Pony-Express
- Golden Gate National Recreation Area
- Santa Monica Mountains National Recreation Area
- Whiskeytown-Shasta-Trinity National Recreation Area
- Mojave National Preserve
- Point Reyes National Seashore

Hinzu kommen 36 National Natural Landmarks (Stand 30. September 2017).

### Sport
In Kalifornien gibt es in jeder der großen Sportligen mehrere Teams:

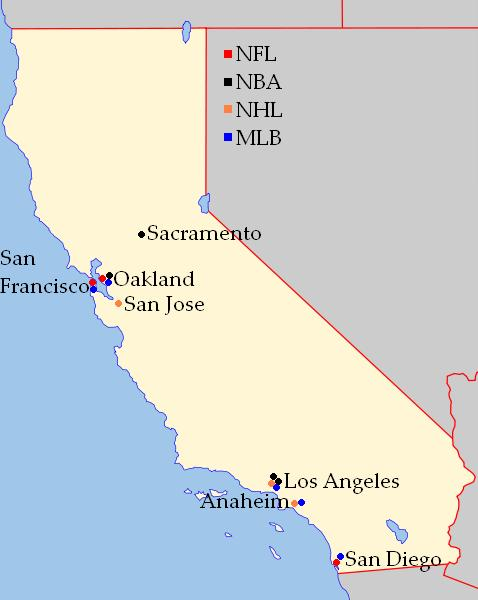
Lage der Teams in Kalifornien

NFL
- Los Angeles Chargers
- Los Angeles Rams
- San Francisco 49ers

MLB
- Los Angeles Angels
- Los Angeles Dodgers
- San Francisco Giants
- San Diego Padres
- Oakland Athletics

NHL
- Los Angeles Kings
- Anaheim Ducks
- San Jose Sharks

NBA
- Los Angeles Lakers
- Los Angeles Clippers
- Sacramento Kings
- Golden State Warriors

MLS
- LA Galaxy
- Los Angeles FC
- San José Earthquakes

## Wirtschaft und Infrastruktur

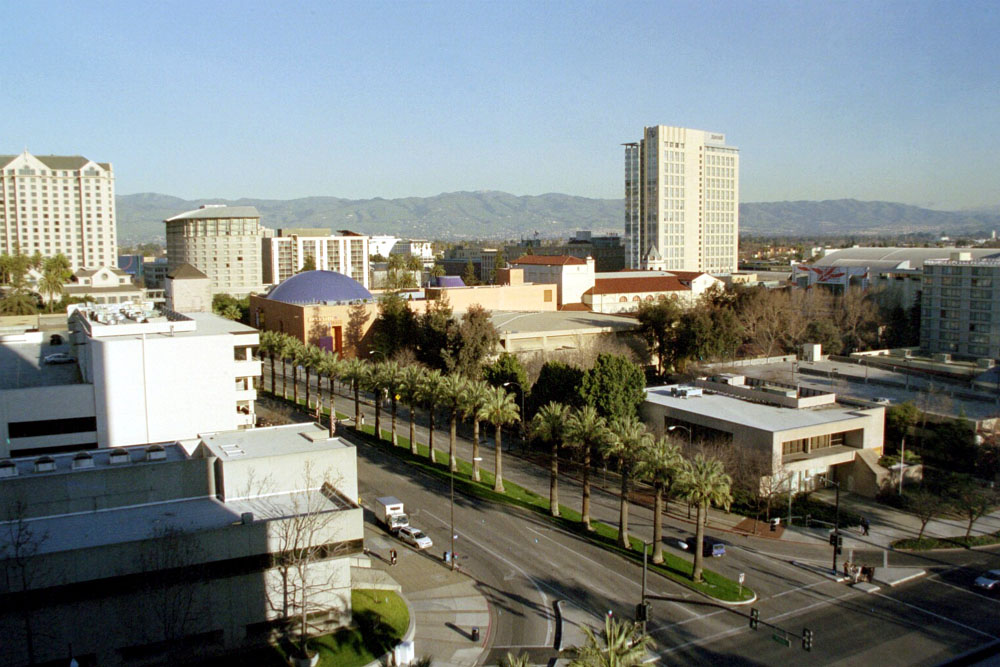
San José (Silicon Valley)

Mit 2,6 Billionen US-Dollar (Stand 2016) trägt Kalifornien 14 % des jährlich erwirtschafteten Bruttoinlandsprodukts (gross domestic product) der USA bei. Als von den USA losgelöster Einzelstaat wäre Kalifornien mit Stand 2024 weltweit die viertgrößte Wirtschaftsmacht. Kalifornien ist nach Texas der US-Bundesstaat mit den zweithöchsten Exporten. Kalifornien ist der US-Bundesstaat mit den mit Abstand höchsten Ausgaben für Forschung und Entwicklung. Das Bruttoinlandsprodukt pro Kopf (englisch per capita GDP) lag im Jahre 2016 bei 66.310 US-Dollar (nationaler Durchschnitt der 50 US-Bundesstaaten: 57.118 US-Dollar; nationaler Rangplatz: 7). Aufgrund der hohen Lebenshaltungskosten und Ungleichheit lebten jedoch trotzdem eine hohe Zahl an Kaliforniern in Armut. Im Jahre 2016 lebten knapp 15 % der Bevölkerung unterhalb der Armutsgrenze, was eine der höchsten Raten in den USA war.
Nicht zuletzt der für die industrielle Landwirtschaft wetterbegünstigte Süden und das dortige Einzugsgebiet billiger mexikanischer Landarbeiter verhelfen Kalifornien zu diesem Wohlstand. Große Anstrengungen erfordert jedoch die Wasserversorgung. Gewaltigen Stauseen an den Flüssen im Nachbarstaat Arizona, den Kanalbauten (mit Längen wie zwischen Hamburg und München) von Nord nach Süd und den Aquädukten von den östlich der Sierra Nevada gelegenen Seen und Schmelzwasser liefernden Bergschneegletschern kommt hier große Bedeutung zu. Da die Nachbarstaaten (Arizona, Nevada) ebenfalls von den ihnen zustehenden Naturressourcen schöpfen wollen, gerät die Landwirtschaft zunehmend unter Druck. Naturschutzauflagen vergrößern diesen weiter. Dennoch wird in Kalifornien eine intensive Landwirtschaft mit Anbau von Baumwolle, Gerste, Weizen, Mais, Reis, Hafer, Bohnen und Zuckerrüben betrieben. Von Bedeutung ist auch der Südfrucht- und Gemüsebau im kalifornischen Längstal mithilfe künstlicher Bewässerung sowie die Vieh- und Geflügelzucht und die Fischerei. Der Weinbau in Kalifornien ist ebenfalls bedeutend. Etwa 90 % der gesamten Weinproduktion der USA stammen aus Kalifornien.
Kalifornien hat reiche Vorkommen an Bodenschätzen (u. a. Erdöl, Erdgas, Borsalze, Quecksilber, Magnesit, Gold) und verfügt über eine hoch entwickelte Industrie: Luftfahrt-, Raumfahrt-, Elektronik- und Computerindustrie (Silicon Valley), Fahrzeugbau, Nahrungsmittelindustrie, Hüttenwerke u. a. In Kalifornien befindet sich der Hauptsitz der amerikanischen Filmindustrie (Hollywood). Viele der größten und bekanntesten Unternehmen der Welt sind in Kalifornien gegründet worden und haben dort ihren Sitz. Dazu zählen u. a. Apple, Alphabet Inc., Chevron, Walt Disney Company und Meta Platforms (vormals Facebook Inc.)
2018 beschloss das kalifornische Parlament, dass die Elektrizitätsversorgung zum Schutz des Klimas bis 2045 vollständig auf kohlendioxidfreie, erneuerbare Energiequellen wie Wind- und Sonnenenergie umgestellt werden soll. Als Zwischenziel wurde zudem beschlossen, dass bis 2030 mindestens 60 % des Strommixes durch erneuerbare Energien gedeckt werden soll. Das Gesetz wurde im September 2018 durch Gouverneur Jerry Brown unterzeichnet. Im Jahr 2019 deckten Photovoltaikanlagen 19 % des Strombedarfs.
Die Arbeitslosenquote des Bundesstaats lag im Oktober 2018 bei 4,1 % (Landesdurchschnitt: 3,8 %).

### Verkehr

Schienenpersonenverkehr in Kalifornien: Pacific Surfliner (grün), Capitol Corridor (rot), San Joaquin (blau), Vorortzüge (orange), nur ein Zug pro Tag oder weniger (schwarz), Amtrak Thruway Busverbindungen (dünne Linie)

Kaliforniens öffentlicher Schienenpersonenverkehr ist traditionell unterentwickelt. Der Autoverkehr steht im Mittelpunkt und macht den Einzelnen zum „Sklave[n] des Autos“, wie es der Schriftsteller T. C. Boyle formulierte. Die Ausnahme bilden die San Francisco Bay Area, mit einem nicht nur für Kalifornien, sondern in den ganzen Vereinigten Staaten führenden Regionalverkehrssystem, das auf dem Rückgrat des BART-Systems basiert, und die Hauptstadt Sacramento. Eine stetige Verbesserung des öffentlichen Nahverkehrs gibt es in Los Angeles, mit der seit 1990 in Betrieb genommenen Metro Los Angeles, die seitdem fast jährlich erweitert wurde und wird.

Kalifornien ist über mehrere Strecken nach Osten und Norden an das Schienennetz der USA angebunden. Die Eisenbahn dient überwiegend dem Güterverkehr, die meisten Strecken gehören abgesehen von kürzeren Shortlines einer der beiden großen Bahngesellschaften Union Pacific Railroad (UP) und Burlington Northern Santa Fe (BNSF). Überregionale Personenzüge der Bahngesellschaft Amtrak fahren meist einmal täglich auf einigen Strecken von UP und BNSF, so etwa der Coast Starlight von Seattle nach Los Angeles. Ausnahmen bilden drei, etwa im Stundentakt bediente Strecken:
- Pacific Surfliner: San Diego–Los Angeles–San Luis Obispo
- Capitol Corridor: San José–Oakland–Sacramento–Auburn
- San Joaquin: Oakland/Sacramento–Stockton–Fresno–Bakersfield

Zwischen San Francisco und San Jose verkehren die Caltrain-Vorortzüge in dichtem Takt. Weitere Vorortzüge gibt es mit dem San Diego Coaster in San Diego, mit Metrolink in Los Angeles und mit dem Altamont Corridor Express zwischen San Jose und Stockton. Metros und/oder Stadtbahnen existieren in Los Angeles, San Diego, San Francisco, San Jose und Sacramento. Weltbekannt sind die San Francisco Cable Cars.
Bis zum Jahr 2029 soll ein Hochgeschwindigkeitsnetz vollendet werden, das u. a. die Städte Sacramento, San Diego, Los Angeles und San Francisco miteinander verbindet. Die Kosten für das umstrittene Projekt belaufen sich laut Schätzungen aus dem Jahr 2016 auf ca. 64 Milliarden US-Dollar.